# 加速世界用語列表
本文為日本作家川原礫的輕小說作品《加速世界》的用語介紹。

## 歷代程式
Accel Assault 2038（AA）
試作第一號，
Brain Burst 2039（BB），本作故事的主舞台。
試作第二號。
Cosmos Corrupt 2040（CC）
試作第三號，
Dread Drive 2047
遊戲正式版本。

## 通訊終端裝置
神經連結裝置（Neuro-Linker）
裝備在頸部的量子接續通訊終端裝置。能夠選擇性地連線到全球網路與校內區域網路，和大腦進行量子規模的無線通訊，從而傳送虛擬的感覺情報到腦部，或是反過來切斷原來現實世界中的感知。有「擴增實境（Augmented Reality，AR）」的視聽模式和「完全沉潛（Full Dive）」的全感覺模式這兩大模式。第一代神經連結裝置在2031年問世，嬰幼兒用的神經連結裝置也在2031年9月開始發售，現今已普及到幾乎每個人都有一台的程度。
NerveGear
2020年出售，最初的VR機器，Full Dive（完全潛行）專用，只能在進入虛擬世界時使用，不像Neuro-Linker可在現實世界中廣泛運用，外型類似包覆頭部的拳擊用護具。該物品有在作者另一部作品《刀劍神域》出現，而且性質與開發時間都相同。
腦內植入式晶片（Brain Implant Chip）
簡稱BIC，在2029年開發及銷售，將生物晶片植入大腦表面與硬膜之間，不需要任何外部裝備，就能使用虛擬桌面或進行完全沉潛。由於無法關閉電源，受到駭客攻擊難以處理，也可能被使用於作弊上而遭到立法禁止，除了经过厚生劳动省认证做為医疗用以外使用BIC都是違法的。「加速研究社」成員使用的違法BIC在偵測到Brain Burst被反安裝後會自動瓦解溶入腦脊髓液中消失。
視聽模式
神經連結裝置的開機預設模式，視聽模式下會把視聽覺器官的訊號與內建的攝影機、麥克風等裝置加以演算增強解析度，以虛擬視窗及文字覆蓋部分視野的方式提供額外的訊息和功能，即使閉上眼睛也不會消失，這種功能稱為擴增實境。並提供用手指在空中虛擬觸控操作視野前的虛擬鍵盤和虛擬桌面視窗的功能。剛開機時即為視聽模式，亦可由全感覺模式以語音指令「登出連線（Link Out）」登出到視聽模式。
全感覺模式
神經連結裝置的全感覺模式是需要在坐臥等身體安適的環境下進行的完全沉潛模式，會遮斷所有原來的五感訊號，人體進入近似休眠的狀態，大腦只接受神經連結裝置以「虛擬實境（Virtual Reality，VR）」來提供的五感訊號。可從視聽模式以語音指令「直接連結（Direct Link）」登入到全感覺模式。
全感覺模式下可以使用全感覺通訊（Dive Call），通訊的兩方完全沉潛，以虛擬角色在虛擬空間中見面，需要場景的話要傳送場景物件組合，雙方都要有場景物件。因為通常需要事先用其他通訊方式約好沉潛時間，所以除非是重要的事情，不然比較少用。
通常虛擬角色
在神經連結裝置「完全沉潛」的全感覺模式中使用的一般虛擬角色，梅鄉國中校內網路亦有提供完全沉潛用的虛擬環境，一般學生的通常虛擬角色多從學校提供的現有素體中加以個性化修飾而成，亦可以自己使用編輯器進行原創。
由於校園網路的虛擬角色沒有設定「命中判定」，一般在校內提供的虛擬環境沉潛時是無法接觸其他人的虛擬角色的，但是黑雪公主的通常虛擬角色黑鳳蝶卻可以不受限制接觸春雪的粉紅豬。
有線式直接連線
簡稱「直連」，兩人透過XSB連接線直接通信，而非使用無線方式透過區域網路進行通信。在有線式直接連線的情況下，防護牆的九成都將失去作用，所以直連對象一般只限於親人或戀人之類較親近的友好對象。直連的兩人可以不必開口，直接透過神經連結裝置進行思考對話。在使用者之間流傳著使用的連接線長度越短表示兩人之間的關係越親密的非技術性習俗。
無線連線（AD HOC CONNECTION）
能讓多具神經連結裝置或BIC不透過伺服器，直接無線通訊，然而在連線速度與安全性方面都不如有線式直接連線，因此基本上在校內沒有人使用。
XSB連接線
全名為「Extra Serial Bus連接線」，神經連結裝置使用的連接線，外層有金屬線隔離層包覆，兩端各有一個小型的非接觸式接頭。

## 現實世界
公共安全攝影機（Social Security Camera）
在日本為了維護公共安全，而在全國各地包括公私立學校在內的所有公共場所，都到處設置了公共安全攝影機，拍攝的影像資料全部集中到日本某地、位置絕對保密的「公共安全監視中心（Social Security Surveillance Center）」（簡稱：SSSC）進行資料的分析處理，過濾追蹤所有犯罪徵兆和安全隱憂等。有別於一般的全球網路，公共安全攝影機系統使用高速的公共攝影機網路連接，然而號稱絕對安全的公共攝影機網路系統卻遭到Brain Burst入侵，成為建立對戰空間的資料庫，連從日本輸入了公共安全攝影機技術的宇宙電梯赫密斯之索也成為加速世界遊戲中的對戰空間。

### 學校相關
私立梅鄉國中
位於杉並區東側的私立學校，座落在離青梅大道與五日市大道還算近的一角。有着將近三十年的歷史，由財團法人、位於新宿的教育企業負責經營，屬於升學國中，有體育資優生制度，一個學年度有三個學期，校慶是在每年的六月。梅鄉國中有三個年級，每個年級分為A、B、C三個班級，每個班級有40人，男女學生各20人，學生總人數有360人。男生胸前是別領帶，女生是緞帶，一年級學生的領帶或緞帶是綠色，二年級的是藍色，三年級的是胭脂色。位於杉並第二戰區。
早上有四堂課，下午有兩堂課，在短暫的班會過後，就是放學或社團活動的時間，強制離校時間是下午6點鐘，超過時間離校是校規第三級違規。學生在校內須登入校內區域網路，除了學生會室的伺服器透過申請以外，在校內皆無法連上全球網路。
學校南端設有三百公尺跑道的運動場，運動場北方有着東西向延伸的三層樓第一校舍，校舍中央部分與往北延伸的運動校舍連接，再過去是同樣東西向延伸的三層樓第二校舍，也就是說，三棟校舍排成了一個「工」字形，工字形東邊的區域稱為前庭，西邊的區域稱為中庭，工字形北面到圍牆之間的狹窄通道稱為「後院」，校門在最東邊。
第一校舍一樓有位於東端的交誼廳（附屬於學生餐廳）、學生餐廳、三年級教室、生涯規劃諮詢室和位於西端的學生會室，二樓是二年級教室，三樓是一年級教室。運動校舍一樓有武道場以及可以容納全校360名學生集會的體育館，地下一樓設有溫水游泳池和淋浴間。第二校舍一樓有教職員辦公室、校長室、訓導室、事務室及位於東端的保健室，除了二樓有具備閱覽隔間的圖書室，在二、三樓也有倉庫及各種專門教室。第二校舍西北方一角設有獨立的飼育小屋。
松乃木學園
位於杉並區松乃木，實施從國小到高中一貫教育的女校，創校至今已經九十五年，四埜宮謠所就讀的學校。現由與梅鄉國中同樣的教育企業負責經營。經營企業為了降低成本而縮小學校校地，當中包括國小部的老舊飼育屋。
私立笹塚女子學院
位於澀谷區笹塚，日下部綸就讀的學校，是一所收容許多千金小姐的女子學校。
敷島大學附屬櫻見國中
位於世田谷區的一所國中，小型軍團「小盒子」所就讀的學校。
私立永恆女子學院
簡稱恆女，位於港區白金，從國小到大學包辦的16年一貫教育的女子學校，是創立130年的名校。白之軍團「震盪宇宙」和「加速研究社」的大本營。
在同作者的另一部作品《刀剑神域》的“Unital Ring”篇章中首次出现，为结城明日奈、兔泽深澄、神邑橣就读的学校。
棄養兒童綜合保育學校
受到2030年時被法制化做為新生兒的無條件奪走制度，作為對應少子高齡化的一環，兼在各地設立的保護設施的學校的總稱。有對於數名不是培養學校的國中部，設有獎學制度，可以讓最優秀的前幾名學生選擇到其他國中就讀。位於練馬也有著一所學校。
私立清美學院
位於中野區，「魔女的遊園」登場的一所中高一貫中高一貫女子學校。
征王男子學院
位於中野區，「魔女的遊園」登場的男子學校。清美學院的姊妹校，兩所學校都利用同樣的大學校內網絡。
私立太子堂中學
位於千歲烏山，是一所中高一貫私立學校。月折麗莎與稻館望未所就讀的學校。

### 大樓相關
北高圓寺的高層複合住商大樓
位於東京都杉並區高圓寺北。春雪、千百合和拓武所住的住宅大樓，由東西兩棟座北朝南的建築物組成，社區的大門在東南方，出去接到環狀七號線，北方通「早稻田大道」，南方會通過「中央線」的高架橋底下。地下設有停車場，地下一樓到地上三樓都是大型的購物商場。春雪家住在東邊B棟23樓的2305號房，千百合家住在東邊B棟21樓的2108號房，拓武家住在西邊A棟19樓的1909號房，AB兩棟大樓之間在20樓有空中走廊連接，步行到學校的路程大約1.5公里。
Patisserie La Plage（法式蛋糕海灘）
位於東京都練馬區櫻台，地處櫻台車站的外圍，是掛居美早經營的西點蛋糕店，店內設有內用區，女服務生的制服是女僕裝。也是紅之軍團「日珥」的據點，設有專用的電波屏障室。
中城大樓（Midtown Tower）
位於東京都港區赤坂的東京中城（東京ミッドタウン）複合商業設施的主要建築物，2007年開發完成啟用。在加速世界中則是高聳的城堡，被用來放置ISS套件的本體，並由被馴服的大天使梅丹佐看守，Pound說它是宛如一座小禁城一般的禁地。
阿佐谷住宅區
位於東京都杉並區成田東的分售型集合住宅區。黑雪公主被以精神治療的名義趕出家門後，目前獨居在阿佐谷住宅區內一戶獨棟的平房裡。
水戶藝術館

## Brain Burst
正式名稱為《Brain Burst 2039》，遊戲軟體的製作者不明，神經連結裝置的應用程式，能在以現實世界為藍本重新構築的虛擬世界中以加速的方式進行對戰的格鬥遊戲。要成功安裝需要滿足兩個條件，第一個條件是從出生起就經常配戴着神經連結裝置，因此年紀最大的超頻連線者也不過16歲，第二個條件是大腦反應速度。沒有適應能力者不能使用，而且只要反安裝後再也無法重新安裝，並且失去有關Brain Burst的所有記憶。安裝Brain Burst的玩家可以獲得加速的能力。
從綠之王口中得知，過往有著幾個同系列的加速世界遊戲存在，分別是「試作第一號」《Accel Assault 2038》、「試作第二號」《Brain Burst 2039》和「試作第三號」《Cosmos Corrupt 2040》。據梅丹佐所言，三者共通的目標是突破禁城抵達搖光。白之王Cosmos表示，Accel Assault過度競爭、Cosmos Corrupt過度和諧，導致兩者被廢棄。四元素之一的Graphite提到，Accel Assault是以玩家與玩家對戰為主的高速射擊遊戲，Cosmos Corrupt是以玩家與公敵對戰為主的劈砍遊戲，但他認為白之王的說詞多半是為了操弄他人而不可盡信。
類似於Brain Burst玩家自稱為「超頻連線者（Burst Linker）」，春雪推測認定Accel Assault的玩家可能自稱為「攻擊連線者（Assault Linker）」、而Cosmos Corrupt的玩家則是「汙染連線者（Corrupt Linker）」。
Accel Assault沒有必殺技計量表，因此可以連續使用必殺技，考驗玩家們的應用及判斷力。
Highest Level（最高等級）
加速世界最高次元的空間，據梅丹佐說在通常的情況下玩家是不可能到達的。無限制中立空間被稱之為「Mean Level（中間等級）」，正規對戰空間是「Low Level（低等級）」，現實世界是「Lowest Level（最低等級）」。到達Highest Level的玩家，對於加速世界內部的玩家與公敵的位置、現實世界公共攝影機的分布位置等加速世界的構成要素與情報本身，可以有更貼近本質的理解，但只限於理解而無法干涉。在Highest Level之內就玩家的理解會類似在現實世界中發動加速指令、讓加速世界看起來像是停止的狀態。
Highest Level似乎也可以掌握與Brain Burst同時試運轉的Accel Assault和Cosmos Corrupt的存在與狀況。
目前Silver Crow透過梅丹佐、Rose Milady透過天照前往Highest Level，還有Snow Fairy、White Cosmos已能靠自身前往，此外推測綠之王Grandee可能也前往過。

### 用語、系統
超頻連線者（Burst Linker）
意指成功安裝Brain Burst，擁有加速能力的人，早期則多被稱為BB玩家（Brain Burst Player）。
開拓者（Originator）
在2039年，最初「Brain Burst」以來源不明郵件的形式寄給約100名小學一年級的學生，而這些沒有「上輩」的玩家稱為「開拓者」，他們給其他人複製安裝的次數沒有上限。在BB黎明初期，開拓者要收下輩的話得先升級成等級2才行，在100名互相對打之下只有30名成功到達等級2。
目前已知的開拓者有Chrome Falcon、Saffron Blossom、Green Grandee、Blue Knight和Graphite Edge，另外從Black Vise的言談表現及資料量推斷他似乎也是開拓者。
純色七王
擁有七種純色色名的七人，分別為藍之王、紅之王、黃之王、綠之王、紫之王、白之王及黑之王，同時也都是9級超頻連線者，皆有自己所率領的軍團。由於黑之王Black Lotus的背叛，擊殺第一代紅之王Red Rider而遭到高額懸賞，間接導致黑暗星雲一度瓦解。現將黑之王以外的六人統稱為「六王」。
對戰虛擬角色（Duel Avatar）
Brain Burst的對戰使用的虛擬角色，玩家在遊戲安裝後第一晚的噩夢中，程式進入玩家的深層意識，以玩家的恐怖、欲望、自卑感等塑造出對戰虛擬角色，梅丹佐則解釋成對戰虛擬角色是在噩夢中玩家保護自己的心念產生的。遊戲的角色依特性會有機械、生物、流體等各種不同的形態的外型和裝甲。角色的名字是由系統決定，由「色名（Color Name）」加上「固有名（Own Name）」組成。色名除了代表對戰虛擬角色的顏色，也同時決定了對戰虛擬角色能力的傾向，固有名則描述對戰虛擬角色的形象。一般色系的角色較常見，金屬色系的角色較少。
特殊能力（Ability）
對戰虛擬角色的「被動式技能（Passive Skill）」，不需要技名發聲就可以使用，分成「常態發動型」以及「限定發動型」兩種。「常態發動型」技能是不消耗必殺技計量表也沒有冷卻時間的常駐技能，「限定發動型」技能則需要消耗必殺技計量表、或是需要等待冷卻時間的被動式技能。特殊能力可以透過升級獎勵或是覺醒潛能學會。
必殺技
對戰虛擬角色的「主動式技能（Active Skill）」，必須技名發聲且消耗必殺技計量表才能使用。分成對戰虛擬角色自身的必殺技與強化外裝依存型的必殺技。只能透過升級獎勵學會。
一般色相環（Color Circle）
「一般色光圈」裡，藍色為近距離直接攻擊，紅色為遠距離直接攻擊，綠色為防禦屬性，黄色為間接攻擊，白色為不具備物理攻擊力的特殊屬性，紫色是介於近距離與遠距離直接攻擊中間的屬性(註：根據光學理論中距離攻擊應是洋紅色，為何會出現紫之王原因不明)，黑色屬性不明（最初黑雪公主認為是拒絕一切的屬性，但是春雪則解釋成是包容一切的屬性）。根據第16卷，可知遊戲系統的三原色為紅、綠、藍。彩度越高的顏色，其固有技能就越是專精；反之彩度越低的顏色技能就更加多樣化。按照拓武的看法，心之傷發散向全世界較容易創造出紅色系的角色，指向單一的對象則較容易創造出藍色系的角色。另外，根據第16卷所述，當渴望得到強大力量去保護對自己重要的人時容易創造出綠色系的角色
金屬色相條（Metal Color Chart）
在「金屬色相條」中，每種顏色基本上與現實中的金屬的性質對應，最左側是白金與黃金的貴金屬，對毒、酸、腐蝕等特殊攻擊的耐性較強；右側是鋼與鐵的泛金屬，對拳、劍等物理攻擊的抗性較強；至於中間一帶的金屬則是著重其本身的特色，如「銀」的導電性高，使其遇到電擊能力時會受到較大的傷害，但完全免疫毒系能力並具有最大光反射率95%，「鉻」對特殊攻擊和物理攻擊的抗性都只有半吊子的程度，但完全免疫腐蝕系能力。根據Argon的「心傷殼理論」，「心傷殼」較厚的人有較高機會出現金屬色系的對戰虛擬角色。金屬色系虛擬角色幾乎都是中規中矩的人形角色，通常不具備象徵性的強化外裝。
心傷殼理論
Argon Array提出的理論，有些超頻連線者的「心之傷」並不容易顯現在顏色與外觀上，被厚重的金屬外殼裹住，這種外殼被Argon稱之為「心傷殼」。當「心傷殼」厚重到連玩家自己都看不透自己的創傷，就容易創造出金屬色系的對戰虛擬角色。
9級玩家一戰定生死規則（Level 9 Sudden Death Rule）
剛升到九級的玩家會接獲系統訊息告知，九級玩家在對戰中被同樣是九級的玩家打敗，或是在無限制中立空間被其他九級玩家打死，會即時失去所有點數，同時Brain Burst會遭到強制反安裝。擊倒五位同樣為九級的超頻連線者，就能升到等級十。
等級10（Level 10）
升到九級的玩家會接獲系統訊息告知：到達下一個等級時，可以與製作者見面，了解Brain Burst存在的目的，和世界存在的意義。
同等級同潛能的原則
同等級的對戰角色，系統分配給予的總潛能點數也會一樣，性能本身的差異不大。
加速
在Brain Burst程式的作用下，超頻連線者的思考速度可以提升為一千倍。思考加速時，實際上加速的只有透過神經連結裝置連接主視覺化引擎的腦內回路介面的部分。加速中的超頻連線者使用超高速的公共攝影機網路而非一般的全球網路連上主視覺化引擎，以伺服器內建給該玩家專用的量子回路進行思考。因為程式的限制，在起始加速空間和對戰中，加速的最大體感時間為30分鐘，即現實世界中的1.8秒。
超頻點數（Burst Point）
進行各種加速、升級、或從加速世界的商店購買物品等都需要使用超頻點數。Brain Burst安裝後的初始值是100點，只能從對戰或打倒「公敵」，參加各種活動或是販賣裝備賺取點數，同等級的對戰勝負會轉移10點超頻點數，贏過等級較高的對手，相對級數每高一級會多轉移10點超頻點數，而打贏等級較低的對手則會依相對級數轉移比10點更少的點數。
對戰後若想要操作Inst功能表需要額外消費1點超頻點數，在對戰或死亡後結算的時間點，若點數歸零瞬間就會強制反安裝Brain Burst，且再也無法安裝。
Inst選單（Inst Menu）
Brain Burst唯一的主功能表，所有遊戲的功能選項都是透過操作Inst選單來進行。名稱的來源是在二十世紀末期遊樂場的大型遊戲機台的樣本，插在搖桿面板上方的紙製簡易說明書「Instruction Card」。
「上輩」與「下輩」
現行的Brain Burst中，每個超頻連線者都只能行使一次「複製安裝權」（在遊戲營運黎明期曾可無限複製，直到人數突破1000人後，便限制遊戲複製權。），無論安裝的結果是成功或失敗都只能進行唯一一次程式的複製。將程式複製給你的人就是你的「上輩」，你行使程式複製權後，複製的對象安裝成功的話就成為你的「下輩」。因為必須直連才能進行程式複製，因此上輩與下輩之間必然在現實中見過面，往往上輩與下輩之間會有比平常人更為深厚的「情誼」，上輩照顧下輩，下輩也仰慕上輩。不過，上輩與下輩之間一旦對立，這種緊密的關係不僅是一種祝福也會根據立場形成一種詛咒。

運作原理不明的機制，拓武推測Brain Burst可以透過夢境開啟想像回路，與中央伺服器連線。藉著想像回路超頻連線者連接中央伺服器創造對戰虛擬角色，ISS套件本體則靠它連接裝上ISS套件子體的超頻連線者做「惡意的平行處理」，Crow和Bell透過拓武的想像回路進入中央伺服器，解除了ISS本體對拓武的精神干涉。
對戰者
參戰的對戰虛擬角色。若起始位置在無法進入的建築物內部，或是對戰者的起始位置太過接近，對戰者會自動被重新安排位置，並保持10公尺以上的距離。對戰者的視野正中央會有指向對手的一個（組隊對戰時會有兩個）水藍色的導向游標，接近到10公尺以內的對手的導向游標會消失。在對戰中對戰者無法使用「超頻登出」指令離開戰場。
觀眾（Gallery）
觀戰的對戰虛擬角色。觀眾不能參戰，也沒有體力計量表。相對的觀眾的移動能力比較不受限制，可以自由移動到屋頂觀戰或越過障礙物前進，也可以使用「自動追蹤戰場模式」觀戰。觀眾不能靠近對戰者的10公尺以內，但上下輩或是同一軍團的成員可以不受限制，這項限制也可以經由對戰雙方同意之後解除。在一對一的對戰中，觀眾的視野正中央會有兩個灰色的雙軸導向游標，分別指示兩個對戰者所在的方向。觀眾可以隨時使用「超頻登出」指令離開戰場。
組隊對戰
在INST功能表中兩人可以互相設定成組隊，組隊只能挑戰組隊，但可以接受單一對手的挑戰。
混戰模式（Battle Royal Mode）
可以任意攻擊所有混戰模式參加者的亂鬥模式（混戰模式中仍會有觀眾），在INST功能表中可以設定是否接受混戰模式的挑戰。基於對戰禮儀，混戰模式的「對戰發起人（Starter）」必須主動接觸其他對手。導向游標會指向距離最近的對手，進入戰鬥後會消失。對手接近到10公尺以內，才會顯示體力計量表。
變更對戰模式（Change Duel Mode）
為對戰模式轉換至混戰模式的意思。對戰中經過所有在場人員同意可以切換到「混戰模式」，讓包括觀眾在內的所有人參戰，所有對戰虛擬角色的體力計量表和強化外裝都會完全恢復，必殺技計量表會歸零，但已倒數的時間不會重置。另外也可以只邀請特定幾位觀眾進入混戰模式，第三次七王會議上，Argon要檢查Crow的狀態時，只有他們兩人受邀進入混戰模式。
觀戰用偽裝虛擬角色
為了觀戰時不被別人認出而將對戰虛擬角色替換成觀戰用的偽裝虛擬角色，也可以使用一般全感覺模式用的通常虛擬角色代用，戰鬥能力遠不如等級1的對戰虛擬角色，但可以發動心念技。
主視覺化引擎（Main Visualizer）
所在地未知的Brain Burst中央伺服器，加速世界的核心。儲存了所有超頻連線者檔案在內的各種Brain Burst資料，運算加速世界的每一項改變，操作所有公敵。透過想像回路連入時呈現類似宇宙星系的外觀，在無限寬廣的漆黑空間中央，存在著由極多搖動的光點凝聚成的球狀銀河。基本上中央伺服器是無法存取的，ISS套件本體則用了某些手段，以這邊為巢穴潛伏著，白之王Cosmos在此處可以使用將已全損對戰虛擬角色的資料救回、憑依在別的對戰虛擬角色上的「還魂」能力。

#### 指令相關
超頻連線（Burst Link）
超頻連線者在喊出「超頻連線」指令後，會啟動「Brain Burst」進入「起始加速空間（Blue World）」，消費1點超頻點數。肉體停留在原處，意識進入加速1000倍的加速狀態。視野把公共攝影機拍到的影像即時以有色階的藍色呈現3D的景物，公共攝影機拍不到的地方以推測的方式補上，限制最長體感時間為1800秒（30分鐘），相當於現實世界裡的1.8秒鐘。
起始加速空間中使用的是自己設定的通常虛擬角色，只有有線式直接連線才能讓不同的虛擬角色出現在同一個起始加速空間中。藉由開啟Brain Burst的燃燒的B字樣圖示，在起始加速空間中可以查閱自己對戰虛擬角色的狀態、查閱對戰名單或發起對戰，除了直連或區域網路上的對戰者會出現在對戰名單上以外，若有連接上全球網路，對戰名單會列出在全球網路上同一戰區內的對戰者。
超频登出（Burst Out）
超頻連線者在「加速」狀態下喊出「超频登出」指令，會中斷「加速」狀態。
無限超頻（Unlimited Burst）
等級4以上的超頻連線者才能使用「無限超頻」指令，使用後會跳過起始加速空間，直接使用對戰虛擬角色進入「無限制中立空間」。消費10點超頻點數。
物理加速（Physical Burst）
使用「物理加速」指令後讓超頻連線者的意識停留在現實世界，不對肉體進行加速，只將該超頻連線者的意識加速到10倍，持續時間3秒（體感時間為30秒），消費5點超頻點數。
物理完全加速（Physical Full Burst）
只有等級9以上的超頻連線者才能使用「物理完全加速」指令，會消費百分之九十九的超頻點數，若在加速空間使用會即時脫離加速空間，將現實世界的意識及肉體全部「加速」到100倍。

#### 對戰相關
戰區（Area）
全日本各地皆劃有戰區，在東京二十三區內共劃設了大約六十個戰區，在同一個戰區內的超頻連線者才能互相對戰或進行觀戰。對戰時雙方的對戰虛擬角色皆無法跨越戰區的邊界。
全球網路對戰（Global Net Duel）
與在同一個戰區內連上「全球網路（Global Net）」的其他超頻連線者進行對戰。每一個戰區都有獨立的「對戰名單（Matching List）」，同一天內只能向同一個對手挑戰一次，但對方也可以挑戰你一次。
區域網路對戰（Local Net Duel）
透過連上區域網路進行的對戰，「對戰名單」上只會出現連上同一個區域網路的超頻連線者，但若有任何一方連上了全球網路，則在該戰區有連上全球網路的超頻連線者皆可以對雙方進行觀戰。
直連對戰
透過有線式直接連線直接進行對戰，可以不必透過區域網路或全球網路，也沒有同一天內只能向同一個對手挑戰一次的限制。

### 軍團、組織
軍團（Legion）
由對戰虛擬角色組成的集團，集團的領導人稱為「軍團長（Legion Master）」，副領導人稱為「副軍團長（Sub Master）」。軍團可擁有戰區作為領土，每周六的傍晚都會有領土戰，展開多場不限等級、只限人員數量的對戰，每一戰區由勝率50%以上的軍團取得領土支配權。軍團成員在自己的領土內擁有拒絕對戰的特權，同一軍團的成員間可以特權解除一天只能向同一人挑戰一次的限制。
最強的七大軍團是藍、紅、黃、綠、紫、白及黑等七大軍團，由七名等級9的超頻連線者「純色七王」統領，只有藍、黃、綠、紫及白色軍團是成立以來一直存續至今，紅色及黑色軍團則曾歷經了解體後重新復甦。七大軍團的名字全部與宇宙有關，皆擁有領土。
七王會議
「純色七王」舉行的會議，實質上最早的七王会议在2044年七王都達到9級後不久舉行過，黑之王將紅之王斬首之後，繼續與其他諸王對戰到時間結束以平局落幕。但小說裡面的七王會議計次並不包括最早這次。
第一次七王會議在2047年6月16日舉行，主要議題是「加速研究社」和心念系統的應對及「災禍之鎧」的問題 ，主要決議是給予Crow一週的寬限期解決寄生的「災禍之鎧」。
第二次七王會議在一星期後的2047年6月23日舉行，主要議題是確認「災禍之鎧」是否已從Crow身上清除以及ISS本體所在地「中城大樓」的攻略討論，決議是請Crow學習「理論鏡面」以應對大天使梅丹佐的雷射攻擊。
第三次七王會議在2047年7月7日舉行，主要議題是關於ISS套件事件的報告及對於加速研究社的討伐方針，最後議決等到能確定加速研究社的根據地之後七大軍團必須派員聯合進攻，白之軍團也沒有反對。
第四次七王會議在2047年7月21日舉行，主要議題是關於加速研究社跟白之軍團之間關聯的證據。Chocolat Puppeteer透過影像重播卡錄下的畫面證明了Ivory Tower就是Black Vise。Ivory Tower於是發動突襲讓會場變成無限制中立空間，最後導致黑、綠、藍、黃、紫五王陷入無限EK狀態。
處決攻擊（Judgement Blow）
軍團長擁有的特殊技能，用以處分軍團成員，能將對象的超頻點數即時減為零，攻擊距離很短。有效期由入團開始至退團後的一個月內。
軍團長任務（Legion Master Quest）
簡稱。取得軍團長資格的系統任務，由數個關卡組成，因為有一部分的任務需要同時操作四個地方，因此除非運用傀儡，需要四個人以上執行。超頻連線者取得軍團長資格以後就可以組織自己的軍團。即使軍團解散，軍團長資格也不會消失。
正式領土戰爭
簡稱「領土戰」。時間為每週六下午四點到六點之間，不論等級，原則上對戰雙方需以相同人數進行團體戰，但若一方人數少於三人時，另一方最多可以以三人應戰。一邊占領散佈在領土戰戰場各處的據點一邊向前線推進，攻陷對手的據點。持續佔住據點30秒後，據點會轉變成占領狀態，並開始持續回復進入據點的己方成員的必殺技計量表。領土戰以消滅所有對手的一方為贏家，在領土戰期間內勝率超過一半的軍團可獲得該戰區的領土支配權。
已擁有領土的軍團，在領土戰中可以攻擊的目標，只限於與自己的領土相鄰的戰區。
軍團成員在自己的領土內享有不接受對戰挑戰的特權（個別成員也可以經由設定取消這項特權），但設定成允許混戰模式的話，仍會受到混戰模式的挑戰。
因為黑之王以外的六王簽訂了《領土互不侵犯條約》，除了黑暗星雲領土的戰區以外，領土戰形同虛設。
物理攻擊者（Physical Knocker）
簡稱。在加速世界中的極少數激進派異端分子，在現實世界中以綁票或威脅等手段搶走對方所有超頻點數的超頻連線者。
一旦暴露真實身分（無論是現實或角色名）就會成為全體BB玩家共同討伐的對象，直到該玩家或該集團點數全損永遠離開加速世界為止。

#### 七大軍團
黑暗星雲（Nega Nebulas）
簡稱。黑之王——Black Lotus所率領的軍團，副軍團長是Sky Raker。領土是杉並全境和港區的第三戰區，全團員有10人，外加黑之王自封團員的神獸級公敵大天使梅丹佐。第一代黑暗星雲是以澀谷為據點，當時四大幹部分別按「風、火、水、地」四種屬性而被稱為「四大元素」，由於全體成員在第一代紅之王退場不久後前往攻略禁城卻全軍覆沒，四大元素中的「水」、「火」及「地」分別在禁城的東、南及北門陷入「無限EK」狀態，迫使軍團解散；第二代黑暗星雲在兩年多後的2046年10月27日由黑之王Lotus宣告復出，由Lotus及加速世界第一個完全飛行型對戰虛擬角色Crow以及脫離藍之軍團加入的Pile三人開始，逐步努力復甦，繼Bell加入後，四大元素中的Raker、Maiden和Current也陸續回歸。在對戰虛擬角色的方針是若對是否特化感到迷惘時就選擇特化，因此多數黑暗星雲的成員都是特化單一能力。
小盒子（Petit Paquet）
小說第十二卷登場。在世田谷區活動的小型軍團，無領土，軍團成員3名，軍團長是Chocolat Puppeteer，另外兩名成員分別是她的上輩Mint Mitten和下輩Plum Flipper。主要活動是跟公敵「熔岩色石榴石獸」一起玩耍。
小說十七卷中，在Petit Paquet與黑暗星雲雙方合意之下，於2047年7月12日Petit Paquet軍團解散，所有成員加入黑暗星雲。
日珥（Prominence）
簡稱。第二代紅之王——Scarlet Rain所率領的軍團，副軍團長是Blood Leopard。領土是練馬全境和中野的第一戰區，全團員有32人，是以遠距離對戰虛擬角色為主的軍團。第一代紅之王為Red Rider，在他被Black Lotus斬首退場後軍團一度解體；其後Rain因頻繁的領土戰升上九級，與部份成員重新組織下使軍團復活，第二代的三名幹部都跟動物有關而被稱為「三獸士」。在小說第二卷中Rain請求第二代黑暗星雲全體團員的幫助，其後兩軍團處於全面停戰狀態。之后在ISS事件之后白之王显身承认自己就是加速研究社的社长后，為了對抗加速研究社，紅之王Rain和Leopard說服了其他兩名三獸士及全体成员，籌畫了與黑暗星雲討論合併的軍團合併會議，最终全员支持合并。是以特化型對戰虛擬角色居多的軍團。軍團名稱來自於太陽表面不斷噴發的紅炎。
秘境宇宙馬戲團（Crypt Cosmic Circus）
簡稱。黃之王——Yellow Radio所率領的軍團。領土是足立、荒川和台東；其中台東與千代田邊界的秋葉原對戰場為黃之王也無法干涉的中立地帶，是接受小額賭金下注的對戰勝地。幹部名與數目皆不明。是以萬能型對戰虛擬角色居多的軍團。
長城（Great Wall）
簡稱。綠之王——Green Grandee所率領的軍團，副軍團長是Viridian Decurion。領土是目黑全境、品川全境和世田谷的第一戰區。守護綠之王的六名幹部被稱為「六層裝甲」。是目前加速世界規模最大的軍團。
獅子座流星雨（Leonids）
簡稱。藍之王——Blue Knight所率領的軍團。領土是新宿和文京。兩大幹部為雙劍（Dualis）。軍團名稱來自於獅子座的流星群。
極光環帶（Aurora Oval）
紫之王——Purple Thorn所率領的軍團，領土是中央和江東。幹部名與數目皆不明。是以萬能型對戰虛擬角色居多的軍團。
震盪宇宙（Oscillatory Universe）
簡稱「Oscillatory」。白之王——White Cosmos所率領的軍團。領土是港區的第一至第二戰區。幹部集團為七連矮星（Seven Dwarves）。震盪宇宙是「加速研究社」的偽裝，由於有震盪宇宙的領土特權保護，在港區的加速研究社成員不會出現在對戰名單上。
於第四次七王會議後被所有大軍團列為討伐對象。
加速研究社
小說第三卷中在加速世界登場的謎之組織，成員自稱「加速利用者」，常使用違法BIC連接網絡，並且能使用心念系統，自稱為「社團」而非軍團。實際上是白之軍團震盪宇宙的內部組織，社長是白之王White Cosmos、副社長為Black Vise。

#### 其他軍團
螺旋（Helix）
特典小說《紅炎的軌跡》中登場。在板橋區活動的中規模軍團，軍團長是Beryllium Coil，常常進攻紅之團「日珥」所在的練馬第一至第四戰區。
童話・童話（Skazka Priskazka）
在漫畫《加速世界外傳 魔女的遊園》裡登場。
東京的女子學校——私立清美學院的社團「演算武術研究社」，通稱：「演武研」。表面上是舊時代遊戲（主要是格鬥遊戲）的研究社團，實際上是由校內超頻連線者組成的集團，在千晶和莉莉亞加入後，進行軍團任務的攻略後，成為正式軍團。軍團名稱的由來是俄語童話的語言遊戲，也是莉莉亞的爸爸設計的遊戲的名稱。
蒼燈武裝團・改（Sword Of Sodan.Kai）
在漫畫《加速世界外傳 魔女的遊園》裡登場。
由征王男子學院的學生組成的組織，自稱為「部落（Tribe）」，部落的首領為「族長」，常跟「演武研」對戰。
因小弟污辱「演武研」的千晶和莉莉亞，族長帶全員謝罪，便自行解散部落。爾後不久，創建正式軍團。
無色者（Colorless）
在漫畫《加速世界外傳 魔女的遊園》裡登場。
尤美的Pyrite Jabber、依諾雅和利客三人在偶然受到Glass Monarch搭救後，和Monarch一起創立的軍團。成員多是非色相環顏色的金屬色，提供無依無靠的金屬色角色安身之所，人數曾達到將近30人。由於軍團長Monarch的忽然消失下，其成員各自離去，現已不復存在。
假面者（Faceless）
在漫畫《加速世界外傳 魔女的遊園》裡登場。
尤美等三名元老在Colorless消失之後自立的組織，後來延續Colorless守護非色相環的金屬色角色的信條下，邀請範子的Brass Eagle加入。
阿爾戈斯狩獵團（Argos Hunters）
在動畫特典小說《回歸永遠》裡登場。
加速世界最大的對公敵狩獵特化軍團，成員數不明，擅長集團式包圍戰術。
超新星殘骸（Supernova Remnant）簡稱：Remnant
唯一公開自身存在、謎一般的PK集團。只以日元接受委託，委託方法只有向匿名信箱提供銀行帳戶和物件情報，傳言被委託處刑的超頻連線者全都被PK強制退場。成員都是熟練的心念使用者，但在某次襲擊中被其他超頻連線者目擊到集團中的四人被一名藍色對戰虛擬角色「消滅」，後在拓武口中證實該對戰虛擬角色是他本人，並使用了ISS套件。

### 對戰場地相關
正規對戰空間
進行Brain Burst正規對戰（一對一、組隊對戰或混戰）用的場地。有1800秒的時間限制，和普通的格鬥對戰遊戲一樣，把對方的HP減至零，或者在己方的HP比對方為高時超過1800秒就認定為勝利。不能離開被預先設定的對戰範圍，場地的屬性為隨機設定。已知的屬性有可粗分八種類型，地水火風木金暗聖八大屬性場地。觀戰者可預先對感興趣的玩家登錄，玩家開始戰鬥時自身也自動加速來到戰場觀戰，並不消耗點數。在對戰雙方同意下可以排除特定觀眾或切換成封閉模式拒絕其他玩家觀戰。在全場同意下可以切換成混戰模式讓所有觀眾參戰。原則上一天只能向同一個人挑戰一次（對方也能挑戰你一次），但直連或是在同一軍團的特權下可以解除這個限制。透過「請求平手（Draw Offer）」的程序可以讓對戰以和局收場。
無限制中立空間
是等級4或以上的超頻連線者才能進入的高階玩家用場地，必須要連上全球網路才能進入無限制中立空間，如同將現實世界在遊戲中重現般的廣大虛擬世界，凡是安裝有治安攝像機的區域都能在這裡再現。
在無限制中立空間中有可以攻擊任何人、沒有沉潛時間及戰區範圍的限制、必須抵達登出點才能離開、比正規對戰空間加倍的近乎現實世界一般的痛覺、死亡後經過一小時會在原地復活、有「公敵」出沒、遊戲時間每三至十天不等會出現「變遷」使場地屬性發生全域性的變化等種種不同特性，基於此空間會不定時變化場地屬性的特性，使其場地屬性被玩家稱為「混沌」。
遊戲營運至今無限制中立空間已經存在了遊戲時間的8000多年（相當於現實時間的8年多）。在無限制中立空間中不能看到其他對戰虛擬角色的體力計量表以及名稱，視野裡只顯示自己與範圍內公敵的體力計量表。
變遷
在無限制中立空間裡，每過一段時間就會由東往西發生全域規模的場地屬性變化，稱為「變遷」，兩次變遷之間相隔的時間並不一定，大約是加速世界內部時間的3～10天不等（相當於現實中的4分鐘多到14分鐘多）。每次變遷時，建築物會依場地屬性重新構成，公敵重生為該屬性場地的初始狀態，死亡的對戰虛擬角色可以不受一小時死亡懲罰的限制立刻復活。發生變遷時重要關鍵物品如「軍團長任務」的達成證明、四大迷宮的通行證和玩家房屋的鑰匙等會留在原地，其餘的掉落物品全都會被系統回收而消失。
死亡
在無限制中立空間死亡時，會在死亡位置留下與自己的對戰虛擬角色相同顏色的「死亡標記」，自身會變成通透看不見的「幽靈狀態」，周圍景物會轉成黑白，只能在死亡位置的10公尺範圍內輕飄飄的移動。死亡時視野正中央會出現一組從60分鐘開始倒數的數字，倒數結束、發生變遷或是被施展慈悲復活術可以脫離幽靈狀態復活，但強化外裝不會復原。死亡會結算超頻點數，若點數歸零就會發生「最終消滅現象」，對戰虛擬角色化成絲帶狀發光的程式碼直接消失在空氣中，同時強制反安裝Brain Burst。被公敵殺死會固定損失10點超頻點數。
場地屬性
場地屬性總共有超過100種以上，大約分成地水火風木金暗聖八大類，在變遷時，屬於同一大類的場地不會連續出現，基本上八大類出現的機率相等。若發生屬於自然系的前六大類屬性一直輪換了很久的情形，則之後出現的黑暗系或神聖系屬性，就會出現純度很高的高階屬性。各種場地屬性的名稱並非Brain Burst系統設定的正式名稱，而是早期的超頻連線者根據空間外觀，想出的合適名稱。
自然系地屬性
- 荒野：道路變成佈滿砂石的枯谷，建築物化為紅褐色的石山，天空是塵土般的淡黃色，完全沒有金屬物件。最穩定的屬性之一，沒有棘手的地形效果，也沒有可怕的活動物件，但由建築物變成的岩石內的裂縫通道，和迷宮沒兩樣。小說第三卷Crow初遇Raker、第八卷Crow與Ash例行對戰、第十二卷黑暗星雲ISS套件擴散對策會議的場地。
- 草原：有著火紅晚霞與微風吹拂的金黃色草原，草長得很高，摔技的效果變得較差。建築物變得罕有，缺乏較高的地形，觀眾也必須站在草原上觀戰，有很大機率出現小獸級公敵。小說第六卷Maiden為了考驗Crow，兩人組隊與Utan和Olive對戰、第十卷短篇《天邊的海潮聲》中紅釘偵察尼德霍格、第十八卷Crow與Maiden與藍之團的「雙劍」對戰的場地。

自然系水屬性
- 冰雪：場地屬性的系統代碼是W04，場地的立足點異常光滑，格鬥戰的效果會減低，偶爾吹著暴風雪，建築物全部變成冰塊而無法進入，柱子變成淡藍色的冰柱，破壞垂下的冰柱可以補充少量必殺技計量表，地形就像冰天雪地。小說第四卷Rain教Pile學習心念、第六卷第一次在禁城南門救援Maiden、第十二卷中Cerberus發起亂鬥模式、第十六卷春雪復活梅丹佐的場地。
- 下水道：道路被灰色柏油覆蓋，水泥的建築群。水系中最不受歡迎的對戰空間。小說第十三卷日珥的Blaze、Peach和Ochre三人攻打黑暗星雲的領土戰場地。
- 霧雨：翻捲的雲層由西向東快速飄移，伴隨毫不止歇的雨滴落下，對於雷射武器有負向修正效果。僅在小說第六卷和第十一卷提及。
- 暴風雨：雲下端風雨交加，雲上端仍是純白雲海、藍天和太陽，雨的強度隨著週期性變化，有時會刮起威力強勁的暴風，甚至可以低機率破壞地形，將較細長的大樓攔腰折斷，對於雷射武器有負向修正效果。小說第十一卷Crow第二次對戰Cerberus的場地。
- 水域：建築物全像是曬過太陽白化的水泥骨架，地表被十公分深的水覆蓋，微波盪漾，有人說是「最美麗的世紀末景像」。小說第十六卷中城大樓攻略戰後檢討會議的場地。
- 鹽湖：類似於「水域」的鹽水場地，會生成鹽岩的山，此場地會讓鐵系的金屬色急劇生鏽。小說第二十四卷Crow與Sentry同行時首次遇到的場地。
- 大海：究極水屬性場地，蔚藍的天空，在無垠的碧藍大海之中只有少數島嶼，海底異常澄澈，一般的雷射或火焰皆無法使用，如長期潛在水中會扣減血量，金屬物件極稀少。在第十卷短篇《天邊的海潮聲》中，若宮惠的Orchid Oracle使出「結構變革」暫時把「風化」場地變遷成「大海」場地。

自然系火屬性
- 沙漠：蔚藍的天空，在太陽的照耀之下被白沙覆蓋的地形，和南國的景致相似。僅在小說第三卷和第二十四卷提及。
- 焦土：地形比「黃昏」還要脆弱，即使破壞地形增加的必殺技計量也不多，沒有可運用的可動物件或生物，空氣極為乾燥，是徹底的不毛之地。水泥地呈現焦黑龜裂，大樓牆面全部消失只剩炭化的柱子。小說第七卷Crow與Pile對戰的場地。
- 熔岩：陸地均被岩漿包圍，浸在熔岩之中會開始以很快的速度扣減血量。僅在小說第九卷提及。
- 火山：高階火屬性場地。僅在小說第二十四卷提及。
- 紅蓮：究極火屬性場地。僅在小說第二十四卷提及，是神獸級公敵天照的固有屬性。

自然系風屬性
- 風化：天色陰沉，建築物是嚴重破損龜裂的水泥與鏽成深紅色外露的鋼筋各佔一半，地上一層紅褐色的塵土，被不時吹過的陣風吹得塵埃飛揚。場地荒涼、易損，但電車可正常行駛，除了「工廠」與「鋼鐵」場地外，算是金屬較多的場地，可以進入建築物裡面。小說第二卷Crow初戰紅之王Rain、第五卷的領土戰、第十卷短篇《天邊的海潮聲》中Lotus等人與Sulfur在無限制中立空間戰鬥、第十七卷短篇《黑色雙劍、銀色雙翼》中Crow與Jailer對戰的場地。
- 轟雷：空中烏雲密布，翻捲的雲層中交錯縱橫著無數的閃電，建築物全由一堆金屬管線構成，稍微提高高度就會被雷擊中，把金屬物件拋向空中也很容易引發落雷，對飛行型的Crow是很不利的場地。小說第十一卷Crow與Ash例行對戰的場地。
- 沙塵：中階風屬性場地，有著許多岩山和可供躲藏的石窟，角落區域積著大量沙子，雖然沒有棘手的機關或陷阱，但在外部空間偶爾會吹起強烈的沙塵暴，若是未防範的狀態下被風吞沒，裝甲與體力都會受到劇烈削減。小說第二十四卷Crow為了見到Sentry反覆練習揮劍的場地。

自然系木屬性
- 原始叢林：天空是奇妙的淡紫色，有時刻變化，建築物化為長滿了節的闊葉巨木，垂下無數粗大的藤蔓，還生長著像大王花一般的大型熱帶植物，由於植物生長茂密，是遮蔽物極多能見度差的場地，有不少巨大生物和多到誇張的各種小動物出沒。原始叢林中必須提防各種巨大生物物件，包括巨大肉食獸、恐龍、捕食型植物和巨大天牛等。當虛擬角色進入動物視野範圍內或打破動物的卵，該動物就會對該虛擬角色展開500秒的持續攻擊。地面為沙土與草居多，因此摔技並不大管用，完全沒有金屬物件。小說第五卷Crow和Bell在新宿都廳組隊與藍之軍團的Horn和Shell對戰、第十二卷Crow與Ash例行對戰、第十七卷黑暗星雲軍團會議、第十八卷短篇《紅炎的軌跡》中Leopard與上輩的初次對戰、Helix進攻日珥進行領土戰的場地。
- 腐蝕林：有著泛綠色的磷光光源，許多半腐朽的巨大麵包樹形成樹林，八成的地表覆蓋著毒沼澤，還會出現毒蟲，屬於耶夢加得可能出現的有機系場地。第十卷短篇《遠日的水聲》中Crow與「保鏢」Current組隊在神田的神保町與Doll和Duct對戰的場地。
- 緩衝：所有的地形物件都被覆上一層厚厚的軟墊緩衝材料，顏色都是米白色、淺咖啡色、淺灰色等明亮的顏色，既不容易破壞，猛烈衝撞上去受到的傷害也不大，連行走在路上的車輛看起來都像是縫製的布玩偶。小說第十七卷Crow與Puppeteer對戰的場地。

自然系金屬性
- 魔都：藍黑色的陰沉天空，天空有無數厚重的灰色雲層翻騰捲動，閃著青紫色的雷光，地板是整整齊齊嵌合的堅硬石板路，建築物轉變成由很多藍黑色金屬板拼組而成的鋼鐵巨塔，陷阱和野生動植物都不多，地形比「平安京」堅硬，有如電影中的科幻城市，裝飾著一些異形雕像，有些地方出現類似隕石坑的大型坑洞，電車可正常行駛。小說第二卷黑暗星雲全團與Rain一起遭遇黃之王及討伐第五代災禍之鎧、第三卷Crow修行心念、第六卷第二次七王會議、第八卷Crow與Maiden從禁城逃出、第十一卷第三次七王會議、第十二卷提及白之王與黑雪公主試射心念槍的場地。
- 工廠：建築物裡很多機械，巨大齒輪和輸送帶不停運轉，破壞場地中的機械物件時自己也會受到損傷，建築物結構的改變較小，是金屬物件很多的場地。小說第三卷Crow和Pile幫Bell上第一課時的對戰場地。
- 鋼鐵：整個場地都由打了鉚釘的紅褐色鋼板組成，堅硬、電力與磁力的效果會加強、腳步聲特別響亮。建築物結構的改變較小，可以進到建築物當中，是加速世界中最堅硬的究極金屬系場地。小說第八卷黑雪公主為春雪進行第二階段心念技教學、第十一卷Crow初次對戰Cerberus、第十七卷第四次七王會議的場地。

黑暗屬性
- 煉獄：空中充滿令人不舒服的黃色光線，如生物般黑濁的雲朵在空中扭動，建築物變成奇怪的生物外型，發出暗紅色鐵鏽的光澤。很多噁心的金屬蟲到處攀爬，顏色比較鮮豔的蟲身體破裂時會灑出各種毒素。可以進入建築物內部，屬於耶夢加得可能出現的有機系場地。小說第一卷Crow對戰Pile、第三卷Pile對戰Taker、第七卷Cosmos、Vise和Argon等三人虐殺Blossom、第十一卷Horn對戰Cerberus、第十八卷短篇《紅炎的軌跡》Leopard與Raker初次在領土戰上碰面、第二十二卷第五次七王會議的場地。
- 墓園：低階黑暗系場地，傍晚的天空變成深藍色，光線昏暗，樹木化為全黑的枯樹，建築物化為只剩骨架的廢墟，灰色的地面冒出無數長著青苔的十字架與墓碑，不時長出蒼白的骷髏手臂抓住對戰者的腳。小說第三卷中Crow被Taker奪走翅膀、第十七卷Crow向Lotus和Raker重新介紹梅丹佐的場地。
- 奇祭：中階黑暗系場地，少數有背景音樂的場地，手風琴為主的熱鬧音樂，偶爾的走音令人毛骨悚然。天色昏暗卻籠罩著暖色系的光線，電線雜亂地鋪到兩層樓高，掛著早就被淘汰的大型電燈泡滋滋閃爍，沒有實體的人形剪影三五成群的蠢動，熱鬧中參雜著詭異。破爛的攤屋排滿校舍牆壁，攤屋裡沒有實體的人影販賣著各種奇怪的東西，像是熱鬧卻詭異的校慶場景，四處布滿阻礙行動的機關，無法進入建築物裡面。小說第十三卷Raker與Ash直連對戰的場地。
- 瘟疫：中階黑暗系場地，看起來類似腐蝕林，其特點是會飄來不同顏色的毒霧並附加各種的負面效果，且碰觸到毒霧的角色還會變成感染源進而影響其附近的角色，此場地有著染成奇妙黃綠色的天空與濕潤的灰色地面，椎樹成了樹幹像骨頭一樣蒼白形狀歪七扭八的異形巨樹，公園建築大半腐朽，紅褐色的銹液染紅了牆壁，屬於耶夢加得可能出現的有機系場地。小說第二十卷黑暗星雲和日珥進行合併會議的場地。
- 大罪：出現率極低的高階黑暗屬性場地，整個世界是濃濁的紅色，天空變成毒艷的紅色，地面撲滿的灰色地磚與磁磚縫隙都會滲出血來，有很多特殊效果，如肉搏的物理攻擊所造成的損傷會有一半反彈至自己身上。小說第九卷變成災禍之鎧的Crow碰到綠之王後變遷出現的場地。
- 地獄：究極黑暗系場地，場地屬性的系統代碼是UH01，存在著許多兇惡的機關，其中之一就是「室外一律為傷害區」，除了建築物與迷宮內部之外的所有地面上都變成鋼鐵棘刺、毒沼澤、酸液沼澤、熔岩等地形，光是站著都會受到損傷。此場地屬性會使巨獸级的公敵全部直接變成邪神级公敵、神獸級公敵大天使梅丹佐的能力大幅下降。最初在小說第九卷提及，攻略梅丹佐守衛的芝公園地下大迷宮「兩極大聖堂」時可以藉由踩踏特定地板直接讓迷宮內部切換成「天堂」或「地獄」屬性。小說第二十一卷中於港區領土戰因梅丹佐強行介入關係，因此白之軍團指示Orchid Oracle使出「結構變革」換出此場地。

神聖屬性
- 黃昏：低階神聖系場地，場地屬性的系統代碼是HL06，場地易燃、易碎，光線昏暗，空氣乾燥，永遠維持著夕陽西下的景色，天空染成深紅色，大地是草原。建築物結構改變很大，變成半損毀的白色大理石的希臘神殿遺跡，科林斯式圓柱，不會發生地震，可以進入建築物裡面。場地屬性的系統代碼是HL06。小說第一卷、第五卷Crow與Lotus對戰、第七卷Falcon與Blossom一起看海、第十一卷黑雪公主為春雪進行Cerberus攻略教學的第一場對戰、第十四卷後半到第十六卷前半攻略梅丹佐、ISS本體與災禍之鎧MK-2、第十七卷黑暗星雲與長城會談以及短篇《黑色雙劍、銀色雙翼》中Lotus與Graphite對戰的場地。外傳漫畫第1卷中莉莉亞初次對戰的場地。
- 平安京：地面鋪著雪白的鵝卵石，白色的牆壁，柱子變成漆著紅漆的木柱，窗戶是漆成紅色的縱橫木條，能看見星星，充滿古京都氣氛的場地。小說第七卷Crow與Maiden闖入禁城、第十九卷Crow與Raker重連再登入禁城、Crow與Sentry練劍期間休憩的場地。
- 月光：月光為主要的光源，明亮巨大的白色圓盤讓整個世界也變成白色，地上薄薄鋪著一層超微細的白沙，建築物變成壯麗的神殿風格，染成如同骨頭的白色，但陰影處幾乎完全看不見，公敵很少、聲音傳得很遠、沒有陷阱的地形。小說第四卷Crow和Pile兩人與Taker進行生死決鬥、第九卷Maiden為Crow淨化、第十卷短篇《遠日的水聲》Current消除Crow記憶、第十三卷黑暗星雲領土戰前會議、第十七卷短篇《黑色雙劍、銀色雙翼》中Crow與Lotus對戰、第十八卷Crow與Raker闖入禁城的場地。
- 極光：堪稱全加速世界最漂亮但極為稀有的場地，黑色的天空猶如被染上彩虹般五顏六色的極光，連同雪白的地面也被其染上美麗的色彩，形成在現實中根本沒可能出現的境況。第一代黑暗星雲攻略禁城四神的場地。
- 靈域：稀有的高階神聖屬性場地，天空為珍珠般的乳白色，建築物也染上神殿般的純白，地面鋪滿阿拉伯式花紋的地磚，道路與空地的各處有正八面體的透明水晶慢慢回轉，將空中的光線轉變為彩虹色的光譜灑落在四周。破壞水晶能集滿必殺技計量表，據說在無限制中立空間中打壞水晶偶爾會掉落物品卡片，可以進入建築物裡面。黑雪公主推測靈域場地在沖繩可能叫做「神國（Nirai Kanai）」。小說十二卷Crow與Bell在無限制中立空間中遇到Chocolat的場地。
- 天堂：究極神聖屬性場地，極少出現，有著天堂的美景，此場地屬性會使神獸級公敵大天使梅丹佐的能力大幅上升。僅在小說第九卷提及，攻略梅丹佐守衛的芝公園地下大迷宮「兩極大聖堂」時可以藉由踩踏特定地板直接讓迷宮內部切換成「天堂」或「地獄」屬性。

未表明的屬性
- 世紀末：夜晚昏暗的天色，建築物半毀變成鋼筋裸露的斷垣殘壁，牆壁和柱子崩塌，地板及路面凹陷龜裂，車輛損壞，路上到處有燃燒的巨大汽油桶，完全呈現出嚴重破壞過後的景象。世紀末場地主要是以道路為戰場，不能進入建築物內，幾乎所有電車路線都損壞。小說第一卷兩次Crow與Ash的對戰、第三卷Crow與Ash的對戰、第九卷Crow與Ash的直連對戰、第十卷短篇《對戰》、第十三至第十四卷營救Current、第十七卷領土戰的場地。外傳漫畫第1卷中千晶和莉莉亞對上Vanilla Slicer和Ash Roller的場地。
- 鬧區：街道上閃爍著無數的霓虹燈，燈光和雷射投影照亮夜空中低垂的雲，空中飄著掛著巨大閃亮廣告看板的飛船，街上四處播放著奇怪語言的廣告片。高低落差大，缺乏開闊空間，不適用於多人訓練，不能進入建築物內。小說第四卷Crow與Leopard對戰Jigsaw、第十一卷Rain幫助Crow學習「理論鏡面」的場地。
- 古堡：天空中掛著蒼白的月亮，地形堅硬。沖繩的琉花和真魚則把這場地稱之為「城趾（グスク）」，因為地域的關係，在沖繩的古堡場地所有建築物都變成灰色的古老城牆遺跡，有些部分崩塌，到處覆滿青苔與爬藤植物，地上布滿混著砂礫的白沙。小說第十卷短篇《遠日的水聲》中Crow升上二級以及短篇《天邊的海潮聲》中Lotus與Dolphin對戰、第十二卷提及Bell找到熔岩色石榴石獸的場地。
- 太空：太空場地中有一些浮島可以站立，離開浮島就會失重飄浮，沒有因重力失衡而造成暈眩現象，上下左右都可以看得到明亮的星海。由於對應沒有空氣及無屬性的特性，因此Crow的翅膀不能飛行、Maiden的弓箭會失去火屬性、Ash的機車無法發動但仍能發射導向飛彈、Raker的疾風推進器則可正常使用。第十八卷黑暗星雲與長城兩方會談時進行混戰的場地。
- 妖精鄉：建築物變成歐式風格的城堡，月亮特別巨大。外傳漫畫第1卷中千晶初次對戰的場地。

商店（Shop）
在無限制中立空間裡，各地都散布著販賣物品的NPC商店，以超頻點數交易，販賣著「影像重播卡（Replay Card）」及「生死鬥卡（Sudden Death Duel Card）」等各種卡片、各種強化外裝、服裝、房屋、虛擬食品等，Sky Raker的住所「楓風庵」、輪椅、白色寬邊帽子、白色連身洋裝和虛擬食品等也都是在商店購得。管理商店的NPC通稱「自動店員（Drone）」，不會主動攻擊人，擁有無敵屬性，沒有體力值。在商店內用光超頻點數並不會立刻反安裝Brain Burst，一直要等到下一次死亡或對戰結束才會一起結算。根據梅丹佐的說法，商店是一個為了挑選超頻連線者而設的機構裝置。
商品的水平似乎會依地區有所變動：Purple Thorn曾提到以往在她旗下很多團員跑到聚集高階商店的銀座亂買東西耗掉幾乎所有點數，造成在回程的途中遇到公敵時掉光點數，迫使紫之軍團對內部下達活動範圍的管制；Graphite Edge亦提到他第一次找到禁城的隱藏商店時也差點把手上足以使8級升至9級的點數全都花掉。
铁匠铺
傳說中在無限制中立空間裡徘徊的運貨車型商店，能打造客制化的強化外裝，也能強化既有的強化外裝，如同商店一樣交易時需要支付相應的超頻點數（可由他人代付）。
玩家住宅（Player Home）
商店販賣的房屋，無人時則自動隱形起來，其點數售價高到嚇人。
楓風庵
位於舊東京鐵塔頂端，Sky Raker的玩家住宅。有著綠色屋頂和白色牆壁的別墅。
現實世界的東京鐵塔在2030年代初結束觀光景點的作用，因此在虛擬世界也不能進入到室內，能自行上去有Raker和Crow的飛行能力，還有Ash和Pard可爬行牆壁的能力等。
屋主Raker持有2把鑰匙。2047年7月21日，神獸級公敵梅丹佐的第二型態在迷宮以外的地方遇到變遷，造成系統想定以外的狀況，之後就一直滯留在外，Raker給了她楓風庵的備用鑰匙，讓她暫時成為楓風庵的屋主之一。
櫻夢亭
Centaurea Sentry的玩家住宅，在风格上如同武士宅邸的日式大宅。
禁城
即是現實中的皇居，是加速世界裡唯一在正規對戰空間用上任何手段都無法進入的地方。梅丹佐說禁城在系統上稱為區域00，在無限制中立空間中，城池的東南西北各有一座高度約三十公尺的城門，而城牆上下方向都設有隱形的障壁。四門各有一座長約五百公尺，寬約三十公尺的橋。大門外的廣場有着一座正方形祭壇，四神會從祭壇出現攻擊入侵者。另外禁城周圍的斷崖都有異常的重力，將入侵者拉到谷底的黑暗中瞬間摔死。
禁城內的禁衛兵公敵和迷宮結構都會因為場地屬性不同而改變，在「平安京」屬性下有全長約三米，有三、四人一組並穿着厚重盔甲及巨大太刀的武士型與神官型公敵巡邏，在「魔都」屬性下會變成騎士型公敵及魔導師類型的公敵。中央是禁城本殿，本殿南邊是有兩排巨大圓柱的迴廊，本殿東南邊是日本庭院風的寬廣場所。本殿大門外有兩隻巨大的公敵把守，本殿內的廣間設有左右並列的一次性傳送門及台座，是「五號星」－直刀「無限之刀《玉衡》」及「六號星」－全身鎧「命運之鎧《開陽》」的原存放之處。本殿底下深处的「八神之社」裡面则是「七號星」－未確認的「被封禁之存在《搖光》」的台座所在地。
在過去曾經運作的另外兩套遊戲Accel Assault和Cosmos Corrupt裡，禁城也同樣存在於對戰空間中，是極為特殊的地下城，即使是可以到達Highest Level的高級公敵們，禁城仍然是完全無法感知的空白地帶。就這點來看，他們認為禁城才是加速世界的中心，亦即攻略禁城本身才是加速世界誕生的理由。
為了存在於過去的虛擬世界、現在被稱為搖光的某物，過去曾經發生過激烈的戰爭，禁城的真面目就是封印搖光用的要塞。它的製作者與禁城以外的整個加速世界的製作者不是同一人，是为了不让任何人攻略成功而设计的，這也是它之所以有着超高难度的理由。
池袋地下大迷宮
軍團成立任務的探索區域，由系統AI「女神雅典娜」作為把守的BOSS。需要3階段的考驗才能成功，基本的必要為最低4名超頻連線者分開攻佔4處根據點。首次出現於外傳。
代代木公園地下大迷宮
原本被稱作五大迷宮之一，由超級公敵「夜之女神倪克斯」作為把守的BOSS。在黎明期因太過危險導致許多人無限EK，因此被長期封印。
秋葉原對戰場（Akihabara Battle Ground）
通稱「秋葉原BG」，是位於東京都千代田區與台東區交界的秋葉原的地下對戰場所。允许玩家以真实货币小额下注的格斗场。是絕對中立的對戰勝地，其中立性連黃之王也不能插手。
赫密斯之索（Hermes Cord）
低軌道宇宙電梯，由頂端太空站、中央太空站及底端太空站組成，三個太空站之間以「奈米碳管（Carbon Nanotube，CNT）」製成的纜線連接，總長約四千公里。運行軌道距離地面大約兩千公里，底端太空站距離地面約一百五十公里。為了避免受引力影響而墜落，以遠超過地球自轉的速度繞着地球運行，底端太空站的對地速度達10馬赫，因此被稱為「極音速天鉤」。由於使用了日本的治安攝影機，因此也在加速世界中出現。
四大迷宮
在禁城的西、東、北、南四個正方位上，各有一座大型的地下迷宮，迷宮的最深處分別設有「七神器」——「一號星」至「四號星」的台座，由號稱「四聖」的四大神獸級公敵把守。只去Boss房的話，僅需湊足多個相性好的去打，即使少於十人也有可能打過，想要打倒最終BOSS四聖則至少要三隊共十八人。
兩極大聖堂（Contrary Cathedral）
通稱「芝公園地下大迷宮」，位於禁城的南方，由神獸級公敵「大天使梅丹佐」作為把守的BOSS，前往王座廳的途中必須破解三層智慧機關，打倒三隻中級頭目，在王座廳能透過踩踏唯一一塊顏色不同的地板，將迷宮內部切換成「天堂」或「地獄」場地，在「地獄」場地可以解除「大天使梅丹佐」的隱形及無敵狀態。迷宮深處藏放著「四號星」——寶冠與權杖「微光之証《天權》」。
新宿都廳地下大迷宮
正式名稱不明，位於禁城的西方，由神獸級公敵「曉光姬烏莎斯」作為把守的BOSS，迷宮深處藏放著「一號星」——大劍「脈衝之劍《天樞》」。
天岩戶
通稱「東京站地下大迷宮」，位於禁城的東方，由神獸級公敵「大日靈天照大神」作為把守的BOSS，固有屬性是究極的火屬性「紅蓮」，迷宮深處藏放著「二號星」——錫杖「嵐之杖《天璇》」。
東京巨蛋地下大迷宮
正式名稱不明，位於禁城的北方，由神獸級公敵「太靈后西王母」作為把守的BOSS，迷宮深處藏放著「三號星」——大盾「衝突之盾《天璣》」。

### 公敵
公敵（Enemy）
系統設定在無限制中立空間中出現，由AI操控的怪物，能透過打倒超頻連線者或其他公敵強化其能力，會攻擊進入其「攻性化範圍（Aggro Range）」的所有對象，通常以計算「仇恨值（Hate）」來選定攻擊的對象。最高等級為「超級公敵」，例如守護禁城的八神和四神，而在此之下的公敵大致上可以分為四類，由高至低算起有「神獸級公敵」、「巨獸級公敵」（在地獄場地下會轉變為「邪神級公敵」）、「野獸級公敵」和「小獸級公敵」。超頻連線者使用心念的波動會被公敵識別為獨特的聲音，若是使用過於強烈的心念就會引來高階公敵，但越強的公敵對心念攻擊的抵抗力越大，同時會增加公敵對心念使用者的攻擊性。对公敌的正式称呼是存在（Being）。一些拥有光立方的高级公敌可能与超频连线者产生链接，此时超频连线者就会变成“契约者”，只有契约者才可能进入Highest Level。
- 八神

在禁城深處八神之社守護第七神器《搖光》的八名超級公敵，是加速世界中最強的公敵，體型與大型的對戰虛擬角色差不多。Trilead Tetraoxide指出在侵入者跨過祭繩時會以一次兩名的方式陸續出現，就連他在禁城內部待了極長時間最多也只看過六名、從未看過全部的八神。大天使梅丹佐和Graphite Edge皆認為八神是在四神之上的存在。目前八神的名稱以及能力不明。
- 四神

守護禁城四方門的四名超級公敵，是加速世界中最強的巨大公敵。它們正如其名，已經不再是獸，而被認為是君臨加速界的真神一般的存在，有著超越AI層次的知性與睿智。四神分別是東門的四神－青龍、南門的四神－朱雀、西門的四神－白虎及北門的四神－玄武，牠們是四身一體，每隻各有五條體力計量表，必須同時跟它們四隻作戰，否則其餘三隻會不斷幫被攻擊的一隻補血。
朱雀
守護禁城之南門的火之守護神，擅長於火焰攻擊，性格十分凶暴的四神，雙翼煽動或從嘴巴噴吐出來的高熱火焰與高速俯衝都有大範圍且強大的殺傷力。南門的祭壇曾經封印著的四大元素之一的Ardor Maiden，小說第八卷中Crow成功救Maiden逃離禁城，脫離無限EK狀態。小說十八卷Crow、Raker和梅丹佐為了再次闖入禁城，前往南門越過朱雀的阻攔，朱雀亦和梅丹佐起了口角衝突。
青龍
守護禁城之東門的水之守護神，本來春雪判斷其是性格沉靜的四神，但卻具有四神中最為多樣化的特殊攻擊方式，物理攻擊的出現機率較低。東門的祭壇曾經封印著四大元素之一的Aqua Current，在小說十四卷黑暗星雲與日珥聯軍成功救出Current。
「特殊攻擊」有噴出強力水柱的「噴水（Water Blaze）」、召喚落雷的「暴雷（Thunder Blast）」、「名稱不詳的冰凍攻擊」與能強制吸收虛擬角色超頻點數與等級的紫黑色球體「等級吸收（Level Drain）」。
玄武
守護禁城之北門的地之守護神，在四神之中只有玄武不具備飛行能力，擅長於重力攻擊，以超乎質量的身軀壓碎敵人。原先被認為封印在北門祭壇的四大元素之一的Graphite Edge，在小說十八卷確定人已在禁城裡，在小說二十五卷各軍團聯軍成功讓Edge從北門突圍脫離禁城。
白虎
守護禁城之西門的風之守護神，擅長於高速機動，有著超越疾風的速度及鋒利無比的利爪。兩年多前黑暗星雲攻略西門的時候，Sky Raker靠著疾風推進器救出Black Lotus，有驚無險地全身而退。
- 神獸級公敵（Legend Enemy）

各地大型迷宮最深處或以知名地標為地盤的神獸級公敵，大約有巨獸級十倍強大的實力。即使多達數十名老練的超頻連線者在計畫和準備周全的情況下挑戰，也只要有一點小小的閃失就可能導致全軍覆沒，是名副其實的怪物。傳說中單人成功打倒神獸級只有「神獸殺手」藍之王Blue Knight一個人。
四聖
守護東京四大迷宮深處的四大神獸級公敵。包括守護芝公園地下大迷宮「兩極大聖堂」的「大天使梅丹佐」、守護東京車站地下大迷宮的是「大日靈天照大神」、守護新宿都廳地下大迷宮的「曉光姬烏莎斯」、守護東京巨蛋地下大迷宮的是「太靈西王母」。另外，梅丹佐提到過若將守護代代木公園地下大迷宮的「女神倪克斯」也包含在內的話是五聖。
大天使梅丹佐（Archangelus Metatron，聲：尤加奈），或譯做「梅塔特隆」。
守護芝公園地下大迷宮「兩極大聖堂」深處的光之神獸級公敵。梅丹佐稱呼自身是生物（Being），非常不喜歡被稱為公敵，具有高度的智慧和獨立的思考能力，對於自己的存在感到非常驕傲，說話能力以及流暢度超過四神。
目前基於同樣要打倒加速研究社的理念，現在與黑暗星雲合作而入團。
第一形態為如同強化外裝的裝甲，有四條體力計量表，在正常狀態下是隱形、一擊必殺和全屬性攻擊都會穿透的無敵狀態，只有在「地獄」屬性下會解除。必殺技是放出射程200公尺、一碰即死的超級雷射「三聖頌（Torisuagion）」、將四片翅膀上總共四十八片羽毛不規則地亂射出去的「連禱（Ectenia）」及從巨大頭部開出的小孔中發射出「螺旋彈」與名稱不詳的全方位放電衝擊波；大天使梅丹佐的第二型態只有在地獄場地以外的其他種類場地擊敗梅丹佐的第一型態後，才會從第一型態的頭部分離，以全身純白穿著的金色瞳孔少女姿態現身，有著比四神單一個體還要高的六條體力計量表，實力被視為足以匹敵四神。
對春雪「一開始就一直是這個模樣的嗎？」的疑問時回應，自身所度過漫長的時光，若是指其出現變化且向前邁進一步的發展稱為進化的話，她囚禁於城中是無法朝任何方向前進的，但她與春雪之間的種種接觸使自己向前邁進了一步。
被白之王使用第四神器「微光之証」創造出的荊冠束縛迫使其聽從命令，從地下迷宮移至中城大樓頂端，以近乎無敵的攻擊力以及防禦力來保護存放在其中的ISS本體，被形容為有如一座小禁城。
在黑紅聯軍與Magenta Scissor領導的受ISS感染成員交戰時，梅丹佐從中城大樓頂上降落地面，與Sliver Crow在心中交談被並指導Crow解除其束縛，Silver Crow以「光學傳導」與Magenta Scissor、Avocado Avoider及黑紅聯軍所有人協力下將超級雷射180度反射破壞三聖頌的發射部位，消除隱形效果並解除全攻擊穿透屬性。黑紅聯軍的所有夥伴都加入攻擊梅丹佐，戰鬥中束縛的頭環被破壞，第一形態被打敗。第二形態出現時的壓力直逼四神級水準。雙方只好同意停止交戰，最後在Silver Crow追擊Black Vise時，借給Crow強化外裝「梅丹佐之翼（Metatron Wings）」，自己變成的立體圖示終端機與Crow通話，幫助Crow對抗加速研究社。
在與災禍之鎧MK-2交戰中，梅丹佐將Crow帶到Highest Level，透露出想了解Brain Burst存在的意義，對感知不到的禁城內部非常有興趣，用讀取Crow關於禁城的記憶交換打倒災禍之鎧MK-2所需要的能力，讀取記憶後認為取得位於禁城深處的第七神器「搖光」是了解這個世界以及另外兩個已經廢棄的世界（Accel Assault以及Cosmos Corrupt）的關鍵。為了完成交易梅丹佐在中央司服器Main Visualizer中的量子迴路與Crow的迴路連結來賦予Crow她的力量，在與災禍之鎧MK-2戰鬥時梅丹佐把自己的體力化成光子補充出力不足的雷射「三聖頌」終至消滅，Crow終於打倒災禍之鎧MK-2。後來Crow在無限制中立空間中聽從梅丹佐的盟友天照斷斷續續的聲音指示，發動心念讓梅丹佐復活，但失去了大部分的能力，在力量恢復之前都無法以原來的模樣現身，只有春雪在加速中呼叫她時會以立體圖示終端機的狀態出現。
黑與白之間的領土戰之後，因為第二型態在自己的迷宮以外的地方遇到變遷，造成系統想定以外的狀況，之後第二型態就一直滯留在外。楓子給了她楓風庵的備用鑰匙，讓她可以有個不受玩家打擾的居處。
大日靈天照大神（Amaterasu）
守護東京車站地下大迷宮「天岩戶」的神獸級公敵，固有屬性是究極的火屬性「紅蓮」。和梅丹佐互稱盟友，梅丹佐瀕臨消失的時候，曾引導春雪救回梅丹佐。稱呼自己的迷宮為天岩戶，閉居其內很少外出，內部時間100年才會到Highest Level一次。
因為受到朋友七連矮星第三位的Rose Milady的請託，透過梅丹佐約春雪在Highest Level見面，之後留下Milady就先離開了。
曉光姬烏莎斯
守護新宿都廳地下大迷宮的神獸級公敵。
太靈西王母
守護東京巨蛋地下大迷宮的神獸級公敵。
夜之女神倪克斯（Goddess Nyx，聲：悠木碧），或譯做「妮克絲」。
守護代代木公園地下大迷宮，是能與四聖相提並論的超級公敵。
必殺技是接觸到的人會產生石化、睡眠、盲目、沉默和體力計量表與必殺技計量表持續扣減的「黑雲（Dark Cloud）」。
在黎明期由於過於危險的力量，因而連同整個迷宮（地牢）被封印起來。直到被月折莉沙喚醒，用黑雲將整個代代木地區陷入無法加速的情況。除了倪克斯第一型態的強大戰力之外，還能叫出六隻圓龜型巨獸級公敵，再由巨獸級召喚一群翼龍型野獸級公敵出來，形成大規模的「夜神公敵群（Nox Core）」，其中最強的兩隻是涅墨西斯（Nemesis）與塔納托斯（Thanatos）。
在動畫特典小說《回歸永遠》中，因為之前為了達成月折莉沙的心願引發的「黑雲事件」消耗太大，又在莉沙回去找她的時候用盡最後的氣力使出「黑雲」幫助莉沙，終於瀕臨消失，最後在梅丹佐和春雪的幫助下，與月折莉沙的Nitride Unica融合，成為莉沙的左半身。
巫祖公主鉢里
與四聖並列除了四神、八神之外最強的公敵之一。鎮守國立競技場地下迷宫。
暴風王樓陀羅
與四聖並列除了四神、八神之外最強的公敵之一。鎮守東京國際展示場地下迷宫。Rose Milady在談到攻略印提時曾提過他。
太陽神印提（Solar Deity Inti）
直徑達20公尺大火球形的神獸級公敵，從黎明期便已存在，自顧自的滾動，經歷了八千年的歲月。可蒸發水屬性攻擊、吸收火屬性攻擊，光是靠近就會被高溫灼傷而即死。由於其火焰是類似於太陽那類恆星的核融合反應，即使將一定程度的水淋上去能一度達到些許降溫，但也只會迅速汽化並受到高熱分解成氫和氧，因此反而會轉變成其能量。然而據傳它在場地變遷為大海或暴風雨時就不會現身，儘管已知暴風雨場地對其能力沒有顯著的影響。被Rose Milady形容要攻略它得找樓陀羅才行。
Current和Graphite曾無意間一起遇到過，但苦無對付之法。第四次七王會議會場被變成無限制中立空間後，被七連矮星的第一位Platinum Cavalier以「微光之証」的權杖控制，對在場的與會者進行無限EK，使得黑、綠、藍、黃、紫五王陷入無限EK狀態中。
終焉神特斯卡特利波卡（Tezcatlipoca）
從《太陽神印提》內部誕生的超級公敵，也是印提的第二型態。身長超過100公尺高的暗紅色巨人，能向地面噴射火焰使其身軀得以飛行移動。有十條體力計量表，實力在四神和四聖的總合之上。白之王称全部的超频连线者合作也不可能消灭其一半体力。基本技包括右手的黑色重力波「第五之月」、左手的深紅色能量波「第九之月」（出自阿茲特克太陽曆），口中能夠发射出破坏的黑色冲击波，腹部能夠釋放出如同四神青龍的紫黑色球體「等級吸收（Level Drain）」。被震盪宇宙以「微光之証」控制，共置入了六頂荊冠。由于被驯服的公敌只能是驯服者能一对一打得倒的水平，所以其理论上是不可能驯服的，白之王说自己能够驯服它是因为抓住了它刚从印提里诞生一瞬间的机会。
它是游戏的管理AI制作的“处刑装置”，因为游戏管理AI并没有删除玩家记忆的权限，所以就制造了这个机关，用来在游戏停止的时候，将所有玩家全部消灭，删除他们的记忆。其索敌范围是半径一公里，超频连线者如果在这个范围内攻击公敌，它就会立刻飞过来攻击超频连线者。
实际上体内藏着传送门，在将数百人点数全失之后，身体崩坏，体内的传送门出现，从Dread Drive 2047通向加速世界。
耶夢加得（Jormungand）
巨大地獄沙蟲，只在《煉獄》、《疫病》及《腐蝕林》等一部分有機系舞台才會出現。具有腐蝕屬性的唾液，能融化多數金屬類型的超頻連線者或強化外裝，但其攻擊範圍只有直徑三十公尺的環形坑洞，以神獸級來說範圍過小。
小說第七卷的回憶中被加速研究社利用來反覆吞噬Saffron Blossom直到她喪失所有超頻點數，最後被本身具有抗腐蝕能力的Chrome Falcon擊殺並拾獲其掉落物「降星劍」。
英靈戰士（Einherjar）
死魂勇者之靈的集團，以堅固的鎧甲保護呈現藍色火焰型態的靈魂，比巨獸級公敵瓦良格人強三倍。指揮官持辰星和巨劍且有四條體力計量表，其餘戰士則持盾和長劍。原本鎮守在瓦爾哈拉地牢，後來被震盪宇宙以「微光之証」控制，移到曾放置ISS套件本體的樓塔看守Orchid Oracle和傳說中流浪的鐵匠。
尼德霍格（Nidhogg）
沖繩地區出現的重裝甲巨龍。擁有遠距離探測目標的雷達能力，必殺技是「灼熱煉獄（Scorching Inferno）」。被Sulfur Pot以「幻想韁繩」控制，並暱稱為「小尼（Nid）」，最後在Lotus與沖繩地帶的玩家「紅釘」、Dolphin、Merrow合力，再加上Orchid Oracle及時施展「結構變革」強制變遷場地的協助下，解放了尼德霍格。
- 邪神級公敵（Devil Enemy）

在地獄屬性場地，巨獸級公敵會轉變成邪神級公敵。其威脅度非常高又兇猛，無限制中立空間會化為真正的地獄。
- 巨獸級公敵（Beast Enemy）

常在幹線道路上移動，只要密切合作，二十個人左右可以穩定狩獵的公敵。打敗公敵後能得到10點。綠之王Green Grande長期狩獵此種公敵，並將大量點數轉換為卡片道具後餵給低階公敵，使其他玩家擊敗被餵養的公敵時能撿到這些額外獎勵，以維持加速世界的點數供應。
瓦良格人（Varangians）
騎士型公敵，身著鋼鐵盔甲。身高超過2米，手上的劍比「脈衝之劍」更大。被震盪宇宙以「微光之証」控制，用於守衛震盪宇宙和加速研究社的大本營——私立永恆女子學院。
火焰噴射者（flame blower）
高達7米的甲殼類公敵，體內儲備了大量容易爆炸的燃料，要對付牠除了分散站位使用遠距離招式攻擊之外，也能選擇集中攻擊保護其弱點中樞神經的頭部堅甲以迴避觸動其爆炸能力，若以後者的方式來狩獵有可能會掉落一些稀有物品或強化外裝。
鱷鯨（Croco Citas）
長達6米的鱷鯨，出現在港區立鄉土歷史館的中庭水池，幾乎所有的舞台屬性都會不斷地從那水池湧出。
- 野獸級公敵（Wild Enemy）

平均尺寸在5米左右，一般狩獵公敵的話都是以這個等級為目標，但即使老資格的超頻連線者通常也難以單獨打倒野獸級公敵。野獸級公敵常常群體活動，有時狩獵公敵中又會遭到其他相同公敵的個體聯手攻擊導致敗退。打敗公敵後能得到些許超頻點數。
鐵甲陸龜（Armor Clad Tortoise）
在動畫第18話、小說第十卷短篇《天邊的海潮聲》中登場。殼的直徑有四公尺的巨大陸龜。
- 小獸級公敵（Lesser Enemy）

擁有相當於7級超頻連線者的實力，在很多軍團內挑戰小獸級公敵都被當做達到高手境界的考驗，會挑戰的也幾乎都是達到7級的強者。打敗公敵後能得到少許超頻點數。
熔岩色石榴石獸（Lava Carbuncle）
頭部到尾巴的長度長達兩米，形狀類似大頭犰狳，額頭上有一顆紅色寶石可以發射雷射，攻性化範圍大約30公尺，破壞力可以貫穿「古堡」場地的建築物。Chocolat曾花了現實大約兩年的時間馴養同一隻熔岩色石榴石獸，把牠暱稱為「小克」。
無限公敵殺法（Enemy Kill）
簡稱「無限EK」，一種讓超頻連線者失去所有點數的方法。設法讓對象進入有固定地盤的強大公敵的「攻性化範圍」深處，吸引公敵擊殺，之後每次原地復活就會被公敵立即殺死而損失10點超頻點數，一直反復至點數耗盡為止。雖然可以通過在現實世界中断連線的保險機制被動脫離無限制中立空間，但是一旦再度進入無限制中立空間就會出現在原來的位置，再次遭到殺害，演變成為了避免點數歸零，只能進行一般對戰而再也無法進入無限制中立空間的「封印」狀態，黑暗星云四大元素的Maiden、Current、Graphite三人就曾因此一度被封印在禁城南、東、北各大門外的祭壇上。
公敵馴養（Tame）
一般需要先將公敵的體力降低到瀕臨消滅的程度後再使用特殊方法加以馴養，包括使用對戰虛擬角色固有的調教能力，或是使用專用的強化外裝（如「幻想韁繩」、「微光之証」等），但也有少許公敵自身非攻性化的案例，例如小說第十二卷的Chocolat花了現實兩年多的時間一直用液態巧克力餵食同一隻熔岩色石榴石獸才成功讓牠成為好朋友。能够驯服的公敌原则上最多是一对一能打倒的强度。

### 強化外裝
強化外裝（Enhanced Armament）
指對戰虛擬角色配置的武器及防具等。共有五種入手方法，
1. 初期裝備時持有。
2. 透過升級獎勵獲得。
3. 透過商店消費超頻點數購買。
4. 打敗特定公敵（如神獸級）時，有機率取得高階強化外裝。
5. 把持有強化外裝的玩家完殺，並將其超頻點數扣至零，永久從加速世界退場後，勝方有機會（低機率）獲取敗方的強化外裝。

- 如果是掠奪型角色（例如Dusk Taker），可以利用其必殺技向擁有強化外裝的角色強奪其強化外裝。但通常不被當作完全擁有，並不視為入手手段。

#### 七大神器
七神器（Seven Arcs），又名「七星外裝」，其形態會隨使用者而改變。一般推測加速世界裡一共存在七件最強等級的強化外裝，取名自北斗七星的星名。
當中一號星到四號星分別藏在位於禁城東南西北四個方向的四大地下迷宮最深處，由四大最終BOSS的「四聖」分別把守。一號星大劍「The Impulse」藏在西方的「新宿都廳」迷宮、二號星錫杖「The Tempest」藏在東方的「東京車站」迷宮、三號星大盾「The Strife」藏在北方的「東京巨蛋」迷宮、四號星寶冠與權杖「The Luminary」藏在南方的「芝公園」迷宮。
五號星直刀「The Infinity」和六號星全身鎧「The Destiny」藏在禁城本殿的廣間中，七號星詳情不明的搖光「The Fluctuating Light」则藏在禁城本殿最深處的「八神之社」中。
1.脈衝之劍《天樞》（The Impulse）
四大迷宮——新宿都廳深處的大劍，現為Blue Knight持有。內建特殊能力尚未明瞭。
2.嵐之杖《天璇》（The Tempest）
四大迷宮——東京車站深處的錫杖，現為Purple Thorn持有。內建特殊能力尚未明瞭。
3.衝突之盾《天璣》（The Strife）
四大迷宮——東京巨蛋深處的大盾，現為Green Grandee持有。內建受攻擊後若沒被擊破則可將原攻擊力道加倍反射給攻擊者的「加倍奉還（Double Payback）」特殊能力，據黑雪公主所言突破方式有兩種：快速的連續攻擊跟強力的一擊必殺來擊破，但至今為止仍沒人成功，只有曾被使出全力的第六代Chrome Disaster（Silver Crow）砍出微小裂痕。
4.微光之証《天權》（The Luminary）
四大迷宮——芝公園最深處的寶冠與權杖，是七星中唯一兩件一組的外裝，現為White Cosmos持有。能用寶冠的力量對公敵置入數個銀色荆冠將其馴服，再透過權杖的能力「君權神授」加以控制，能用於掌控四神之下的公敵。在黑暗星雲進攻港區的領土戰上White Cosmos把權杖借給Ivory Tower使用，轉讓後形成只有極簡單造形、長約80公分的光之杖，杖頭有一顆銀色的球體。透過傳說中流浪的鐵匠附加「炎熱屬性無效」、「物理無效」、「腐蝕無效」。
5.無限之刀《玉衡》（The Infinity）
禁城廣間的直刀，和風式的柄及鍔，沒有彎曲的鞘，鏡面般的銀色武器，幾乎沒有任何裝飾，現為Trilead Tetraoxide持有。擁有多種內建的特殊能力，其中之一為「在鞘內待機時間越長，拔刀後一擊的威力越大且沒有上限」。
Tetraoxide能以此使出心念技「天叢雲（Heavenly Stratus）」產生強大威力將禁城门的封印破壞。
6.命運之鎧《開陽》（The Destiny）
禁城廣間的全身鎧，為鏡面銀的輕型鎧甲，能使包括切斷、打擊、貫通、槍擊、爆炸等物理攻擊無效化，亦能反射能量系及鐳射系的攻擊，同時對冷系、熱系、電擊具有高耐性，唯一的弱點是金屬裝甲的天敵——腐蝕系能力。Chrome Falcon以「閃身飛逝」（疑似瞬間移動能力）進入禁城取得並轉贈給Saffron Blossom，其後在Blossom退場後以极低机率转移到Falcon身上，被憤怒的Falcon裝備後受到精神汙染並出現自我意識，透過吸收Falcon的金屬色「鉻」取得不會生鏽的特性，由此能夠完全阻擋腐蝕系能力的侵蝕，之後與「降星劍」受到Falcon詛咒並融合為災禍之鎧。直到Crow將降星劍插入鎧甲，使得Falcon和Blossom的意志在加速世界中歷經了七千年後再次相遇，終於解除了詛咒，與降星劍一同恢復成初始型態並接受淨化變成兩張封印卡片，和小屋鑰匙一起存放在Falcon和Blossom在灣岸區的玩家小屋就此封印。
災禍之鎧（The Disaster）
又稱「鉻之災星（Chrome Disaster）」，是由Falcon將「七神器」之一「命運之鎧」和另一件強化外裝「降星劍」詛咒並融合而成，The Disaster的名字來源是「The Destiny」的D、I；「Star Caster」的S、A與STER所重組而成的。鎧甲中寄宿着一个由Falcon愤怒及怨恨等情感所具體化的動物型思念體「野獸」，穿上鎧甲的虛擬角色會受到其心境污染而被完全支配（除了春雪能不被完全支配）。一旦裝備鎧甲便擁有HP吸收的「體力吸收（Drain）」能力、能事先演算和迴避敵人攻擊的「攻擊預測」能力，同時學會歷代穿上鎧甲的虛擬角色之必殺技與特殊能力，有著多元又強悍的戰鬥力。對於負面效果及直接牽制沒有抵抗力，所以可以用削減防御的方式破壞其效果。但若是和強敵激戰使彼此招式和精神都在高層次交會的情況進行對戰，而非互相厭惡與憎恨的廝殺，達到此狀態後幾乎都會使其負面心念出現衰減。在原持有者永久從加速世界退場後，會100%轉移到勝方的任何一人身上（以卡片或寄生形式，若打倒它的人心中有陰影就會直接放入物品欄中，反之沒有就會讓碎片寄生等待時機）。
降星劍（Star Caster）
Falcon打倒神獸級公敵「耶夢加得（Jormungand）」後獲得的戰利品，清澈水晶白刀身的長劍，之後與「命運之鎧」受到Falcon詛咒並融合為災禍之鎧。此劍中寄宿著Blossom的意志。在中央伺服器的主視覺化引擎所構成的宇宙裡面，是北斗七星六號星「開陽」的伴星。
7.被封禁之存在《搖光》（The Fluctuating Light）
擺放於禁城最深處的第二座鳥居之中。當超頻連線者接近時會出現實力超越四神的公敵，Trilead推測最少有八隻公敵守護，因此稱為「八神之社」。
梅丹佐認為攻略禁城取得TFL（搖光簡稱）才是Brain Burst遊戲與其他兩款（AA與CC）共通存在的最終目標。在主視覺化引擎的銀河中心（北斗七星的尾端），春雪似乎感覺到其中有某種意識在呼唤著他。
它的真面目是存在於過去的虛擬世界的兩大勢力相爭追求的某物體。根據Graphite Edge的說法，當封印被解開時，不只加速世界、連現實世界也會產生巨大的變化。
在同原作者《刀劍神域》這部作品中，搖光是指「人類的靈魂」，屬於量子力場中的資料庫存放區，有分「天然搖光」與「人工搖光」，後者為Soul Translator（STL）所創造並加以培養的人工智慧，運用此系統進行最終壓力測試的結果就是引發一場影響虛擬與現實的壯烈大戰。

#### 其他強化外裝
ISS套件
全名為心念系統練習套件（Incarnate System Study Kit），能讓使用者擁有與心念同樣的能力，發出的光芒與「The Disaster」同樣為負面的黑暗光。外表像生物般的眼珠，寄生在對戰虛擬角色身上，甚至可以影響超頻連線者的精神，將負面的心情無限放大，并通过装备者晚上睡眠时同中央核心交换情报来提升各分体的效能。未裝備的狀態下為黑色卡片形狀，上面刻有Red Rider的「雙槍交叉徽章（Crossed Guns Emblem）」。
裝備者可以使用強化攻擊威力的心念技「黑暗擊（Dark Blow）」與兼具強化射程距離及強化攻擊威力的心念技「黑暗氣彈（Dark Shot）」，寄生在Pile的打樁機上時可以使出和必殺技結合的特殊心念技「雷霆暗槍（Lighting Dark Spike）」。ISS套件的心念技能攻擊屬性皆屬於黑暗系類型的「虛無能量系」。
加速研究社利用了一個超頻點數將盡的不明對戰虛擬角色作為積蓄這些負向心念的ISS本體，將其放置於無限制中立空間的中城大樓45樓，並控制了四聖梅丹佐作為守衛，後來黑雪公主和四元素中的三人前往那裡將ISS本體全損消滅，然而釋出的負向心念仍使災禍之鎧Mk-2被迫提前完成；同時，Rider的複製體啟動「遙控保險」讓所有寄生的ISS套件失效，就此ISS套件的事件宣告落幕。
心念槍（Seven Roads）
由「槍匠」的初代紅之王為了互不侵犯條約而打造的象徵性強化外裝，不具有攻擊性能，內藏的彈藥分別閃耀著紅、藍、紫、黃、綠、白、黑的七色光芒；不僅代表純色七王，也代表著七條道路，儘管是互不交會的平行線，但終點與起點是一樣的。
梅丹佐之翼（Metatron Wings）
梅丹佐借給Silver Crow的強化外裝。在Crow本來的金屬翅膀之上，再長出另一對新的翅膀，與Crow的飛行能力與心念並用可以進行超音速飛行。可以使用射出48枚羽毛攻擊的「連禱」。經過機能轉換可以變成讓持有者與梅丹佐的本體通訊、對其他下階層公敵進行有限度的干涉的終端設備。
與災禍之鎧Mk-2對戰時，梅丹佐之翼跟隨著梅丹佐消失不見。春雪透過心念終於救回梅丹佐的核心，目前梅丹佐仍處於喪失大部分能力的狀態而無法使用。
打樁機（Piledriver）
Cyan Pile持有的強化外裝，直徑十五厘米，長一米。除了「飛針四射」之外的必殺技都是從打樁機放出。
據拓武所言這件強化外裝是想要將「想將曾在小時欺負自己的人的喉嚨一口氣射穿」的心理創傷產生的強化外裝，故拓武認為這件強化外裝是學習心念時必須克服的心理創傷。
聖歌搖鈴（Choir Chime）
Lime Bell持有的強化外裝，可使用必殺技「香櫞鐘聲（Citron Call）」和特殊能力「聲響呼喚（Accoustic Summon）」。此強化外裝的長度將近於她上臂的兩倍，因此無法朝向自己使用。
疾風推進器（Gale Thruster）
Sky Raker所持有的強化外裝，是唯一能在沒有空氣的世界（如宇宙）裡飛行的配備。左右共有兩具流線型的推進器並排在背上，每一具推進器長約八十厘米，寬約十厘米，後端有方型噴射口。Raker將到8級以來的升級獎勵都投於這件強化外裝上，因此她說過若丟入商店恐怕會出現天文數字般的價格。
此強化外裝的瞬間推進力比任何對戰虛擬角色的加速度都還要快，能與「滲透打法」補足决定性一擊時攻擊力不足的問題。Raker裝備疾風推進器後，白色寬邊帽和白色連身洋裝會因為裝備衝突而自動除裝。
著裝的語音指令設定成「疾風召喚（Calling Gale）」。曾借給Silver Crow用來對抗奪走Crow翅膀的Dusk Taker，Silver Crow則將著裝的語音指令設定成「『疾風推進器』著裝」。
能力「推進器跳躍（Boost Jump）」使用過後需要等待一段時間讓疾風推進器的計量表慢慢填充，然而Silver Crow能用強化移動能力的心念技縮短計量表的填充時間。
無敵號（Invincible）
Scarlet Rain所持有的強化外裝。由兩門主炮、導彈發射器、附帶機關槍的駕駛席、背後噴射器、固定式腳部等五個大型強化外裝組合成如要塞般的巨大堡壘型強化外裝，仁子的外號「不動要塞」就是以此得來。
「無敵號」可以經由語音指令變形成大型武裝貨櫃車，號稱「機動要塞（機動要塞（モービル・フォートレス），Mobile Fortress）」的「無畏號（ドレッドノート，Dreadnought）」。
災禍之鎧Mk-2（The Disaster Mk-2）
Wolfram Cerberus Ⅲ以「魔王徵收令」奪走Scarlet Rain的兩門主炮、附帶機關槍的駕駛座、背後噴射器、固定式腳部，此時位於遠方的ISS本體在被破壞時發射的紅光侵蝕消滅了Cerberus Ⅲ的複製體人格，連帶導致Cerberus變成災禍之鎧MK-2。其後被Crow等人合力擊破後，Bell使用回溯必殺技「香櫞鐘聲」幫Rain取回無敵號的主炮、駕駛座、腳部，但因Cerberus在現實中被人切斷連線而脫離戰場，背後噴射器還留在Cerberus身上。
在其接收Rain的四件外裝時，身高超過6公尺，相當於巨獸級的尺寸，兩腕是巨大鉤爪，具備Cerberus的裝甲硬度，而且一發主砲就將加速研究社的大本營變成巨大坑洞，還能變形成輕量化的「無畏號」。剛完成時還沒具備智能，如同公敵純粹見人就攻擊，但由於接收了先前數十名ISS套件感染者積蓄於ISS本體中的負向心念，因此可以發射出威力強達數十倍、甚至數百倍的黑暗氣彈，還能使出威力在此之上的黑暗擊，單論出力遠遠超出原版的鎧甲，被Crow和Rain推測可能足以媲美神獸級、甚至匹敵四神那類超級公敵。
幻想的韁繩（Mystical Reins）
能用於馴服公敵的特殊道具，原則上只能馴服一對一打贏的對象，因此對大多數神獸級公敵不管用（尼德霍格是少數的例外）。
澄澈之刃（Lucid Blade）
Silver Crow在升上6級為了「能做到更多事」而從升級獎勵中選擇的強化外裝，擁有著透過消耗專有的「衝擊計量表」將實體劍暫時轉換成能量光刃的機能。後來在Rose Milady的幫助下透過傳說中流浪的鐵匠附加「炎熱屬性無效」。

### 心念系統
心念系統（Incarnate System）
Brain Burst程式中的輔助系統（形同作者另一部作品《刀劍神域》Alicization篇中曾出現的武裝完全支配術），存在名「想像迴路」特殊機制（Crow的雙翼能擺動的主因）。當堅定的想像超過了系統的制約時，就能產生「現象的覆寫（Overwrite）」。以想像的寬廣度為X軸，以想像的明暗度為Y軸，分為第一象限的「以範圍為目標的正向心念」、第二象限的「以個人為目標的正向心念」、第三象限的「以個人為目標的負向心念」及第四象限的「以範圍為目標的負向心念」。心念技能共有「強化射程距離」、「強化移動能力」、「強化攻擊威力」以及「強化裝甲強度」四種類型，但能夠習得心念技能的種類會受到對戰虛擬角色本身性質的限制。
「第二階段」心念技是「應用招式」，分為組合兩種以上不同心念類型的「混合技能」與無法歸類的「特殊技」，習得的方法除了要面對自己的對戰虛擬角色以外，還需要更進一步面對現實世界中的自己。
「第三階段」心念技是在此之上將心念集中於一點，從高次元操作事象，無視一切距離、攻擊力和防禦力，簡言之就是對Highest Level的干涉，Graphite Edge稱作是『絕對理論』，發展到極限可以得到如同加速世界的神（等同管理者的權限）一般的力量。
由於「想像控制體系」能在「運動命令體系」對系統下命令之前搶先決定攻防的結果，導致心念技的攻擊只能用心念技對抗，因此即便對戰虛擬角色能用自身能力或強化外裝更簡單地使出比心念技更強的攻擊效果，但仍會去學習心念技。
在「純色七王」的共同協議下不能隨意使用心念系統，原因是心念技被認為力量來自於人們心中最黑暗的傷痛，每次使用之後會導致靈魂一步一步被拉進黑暗的深淵，因此對戰者通常只在遭到心念技的攻擊時才會以心念技進行反制。若是使用過於強烈的心念就會引來高階公敵，但越強的公敵對心念攻擊的抵抗力越大，同時會增加公敵對心念使用者的攻擊性。
心念技不須搭配招式名也能誘發現象覆寫，但招式名能固定想像，有助於加快使出心念技。
過剩光（Over Ray）
在發動心念系統時，過量的非正規信號會被系統處理成粒子狀的特效光，不同的超頻連線者所散發的光芒，顏色及形能都不盡相同，此外「絕對會發光」也是辨別心念技的其中一種方式。
零化現象（Zero Fill）
喪失鬥志的超頻連線者會因大腦本應傳送給其虛擬角色的訊號被零填滿，導致無法驅動對戰虛擬角色。
逆流現象（Overflow）
零化現象的進階版，當憤怒及憎恨等負面心念無法抑制時就會侵蝕超頻連線者自身。一般只會在加速世界中發生，但也有在現實世界發生的零星個案。
超頻驅動（Overdrive）
超頻驅動本身不算是心念能力，因此使用場合不受限制，原理上和「逆流現象」以及「零化現象」一樣，也就是強烈的「正的自我暗示」，黑雪公主利用自身虛擬角色Black Lotus沒有顏色屬性的特徵設定了三個模式：
- 「紅色模式（Mode Red）」是讓Lotus對戰虛擬角色的性能圖譜靠近遠程攻擊型角色。
- 「藍色模式（Mode Blue）」是讓Lotus對戰虛擬角色的性能圖譜靠近近戰型角色。
- 「綠色模式（Mode Green）」是讓Lotus對戰虛擬角色的性能圖譜靠近防禦型角色。

## 注脚
1. ↑  在短篇《梅丹佐究極進化!》中梅丹佐說過「……不過呢，現在我像這樣，豈不只在城裡，還脫離中間層級束縛，與身為最低層級的你互相依靠。這種心靈相通的感覺，或許能讓我得到最初的進化呢」
2. ↑  在《回歸永遠》中梅丹佐說過「四聖……不，包括倪克斯的話是五聖……」
3. ↑  米白色的身體有一半變成黑色，左眼的粉紫色變成寶石綠色，背上多了小翅膀像圍巾一樣垂下來